# I liga brazylijska w piłce nożnej (1986)
Brazylia 1986
Mistrzem Brazylii został klub São Paulo, natomiast wicemistrzem Brazylii – klub Guarani FC.
Do Copa Libertadores w roku 1987 zakwalifikowały się następujące kluby:
- São Paulo (mistrz Brazylii)
- Guarani FC (wicemistrz Brazylii)

Spośród 80 uczestników tylko 28 klubów miało grać w pierwszej lidze w następnym sezonie. Wszystkie kluby, które nie awansowały do drugiego etapu oraz 8 najsłabszych klubów drugiego etapu miało utworzyć w następnym sezonie drugą ligę brazylijską.

## Copa Brasil

### Pierwszy etap
W pierwszej fazie 80 uczestniczących w mistrzostwach Brazylii klubów podzielono na 8 grup. Z czterech grup A-D liczących po 11 klubów do następnej fazy awansować miało 28 klubów. W ostatniej kolejce Joinville zremisował 1:1 z CS Sergipe i do następnego etapu awansował CR Vasco da Gama. W związku z dopingiem wykrytym u jednego z graczy Sergipe, Joinville otrzymał 2 punkty walkowerem i w tym monecie Vasco, pewny już awansu, nie został dopuszczony do drugiego etapu. Vasco da Gama złożył protest, który, gdy został uwzględniony, spowodował złożenie protestu przez Joinville. Dodatkowy problem stworzył klub Portuguesa, który złożył protest do sądu w sprawie sprzedaży biletów. Gdy CBF zamierzało wykluczyć Portuguesę z rozgrywek, wiele innych klubów ze stanu São Paulo zagroziło wycofaniem się z mistrzostw. W tej sytuacji brazylijska federacja musiała zrezygnować z tej decyzji. Postanowiono również, że do następnego etapu awansują zarówno Joinville, jak i Vasco da Gama, czyli z grup A-D w następnym etapie będzie 29 klubów. Kilka dni później postanowiono, że dodatkowo do następnego etapu awansują Santa Cruz, Sobradinho i Náutico, dzięki czemu każda z grup następnego etapu będzie liczyła tyle samo drużyn.
Rozgrywki w grupach E-H, zwane Torneio Paralelo objęły 36 pozostałych klubów – w każdej z grup było 9 klubów i tylko zwycięzcy awansowali do drugiej fazy mistrzostw.
Łącznie do drugiego etapu awansowało 36 klubów – 32 kluby z grup A-D oraz 4 kluby z grup E-H.

#### Grupa A

##### Kolejka 1
| Data             | Mecz                                                          |
| ---------------- | ------------------------------------------------------------- |
| 30 sierpnia 1986 | Coritiba FBC – São Paulo 0:1 Careca                           |
| 31 sierpnia 1986 | Clube do Remo – Ceará SC 1:1 Dadinho – Rubens Feijăo          |
| 31 sierpnia 1986 | Bangu AC – Fluminense FC 0:1 Valbert                          |
| 31 sierpnia 1986 | Sampaio Corrêa FC – Sport Recife 1:2 Edinho – Luís Carlos (2) |
| 31 sierpnia 1986 | Sobradinho EC – SC Internacional 0:1 Marcelo                  |

##### Kolejka 2
| Data            | Mecz                                                               |
| --------------- | ------------------------------------------------------------------ |
| 2 września 1986 | Coritiba FBC – SC Internacional 1:0 Anselmo                        |
| 2 września 1986 | Fluminense FC – Operário FC 1:0 Édson Souza                        |
| 2 września 1986 | Clube do Remo – Sport Recife 0:0                                   |
| 2 września 1986 | Sampaio Corrêa FC – Ceará SC 0:3 Biluca s, Petróleo, Rubens Feijăo |
| 2 września 1986 | Sobradinho EC – São Paulo 1:1 Tonzé – Zé Teodoro                   |

##### Kolejka 3
| Data            | Mecz                                               |
| --------------- | -------------------------------------------------- |
| 6 września 1986 | Sport Recife – Coritiba FBC 1:0 Betăo              |
| 7 września 1986 | SC Internacional – Fluminense FC 2:0 Pinga, Sabará |
| 7 września 1986 | São Paulo – Bangu AC 1:1 Zé Teodoro – Joăo Cláudio |
| 7 września 1986 | Operário FC – Sampaio Corrêa FC 0:1 Marco Antônio  |
| 7 września 1986 | Ceará SC – Sobradinho EC 1:2 Lira – Filó, Tôni     |

##### Kolejka 4
| Data             | Mecz                                                        |
| ---------------- | ----------------------------------------------------------- |
| 10 września 1986 | Sport Recife – Sobradinho EC 1:0 Betăo                      |
| 10 września 1986 | Ceará SC – Coritiba FBC 1:0 Rubens Feijăo                   |
| 10 września 1986 | Fluminense FC – Sampaio Corrêa FC 0:0                       |
| 10 września 1986 | SC Internacional – Bangu AC 1:1 Marquinhos – Jacimar        |
| 11 września 1986 | Operário FC – Clube do Remo 2:1 Guina, Cido – Toninho Silva |

##### Kolejka 5
| Data             | Mecz                                                |
| ---------------- | --------------------------------------------------- |
| 13 września 1986 | Fluminense FC – Coritiba FBC 1:0 Ricardo Gomes      |
| 14 września 1986 | São Paulo – Ceará SC 4:0 Careca (2), Manu, Bernardo |
| 14 września 1986 | Sport Recife – SC Internacional 0:0                 |
| 14 września 1986 | Sobradinho EC – Clube do Remo 1:0 Tôni              |
| 14 września 1986 | Bangu AC – Operário FC 2:0 Nando, Neto              |

##### Kolejka 6
| Data             | Mecz                                                          |
| ---------------- | ------------------------------------------------------------- |
| 17 września 1986 | Bangu AC – Sobradinho EC 3:0 Marinho (2), Ado                 |
| 17 września 1986 | SC Internacional – Ceará SC 1:1 Balalo – Petróleo             |
| 17 września 1986 | Coritiba FBC – Sampaio Corrêa FC 0:0                          |
| 18 września 1986 | Clube do Remo – Fluminense FC 1:1 Pagani – Valbert            |
| 30 września 1986 | Operário FC – São Paulo 1:2 Fernando Roberto – Careca, Müller |

##### Kolejka 7
| Data             | Mecz                                                                    |
| ---------------- | ----------------------------------------------------------------------- |
| 21 września 1986 | São Paulo – SC Internacional 0:0                                        |
| 21 września 1986 | Sobradinho EC – Fluminense FC 0:1 Alberto                               |
| 21 września 1986 | Coritiba FBC – Clube do Remo 1:1 Lela – Camargo                         |
| 21 września 1986 | Sampaio Corrêa FC – Bangu AC 0:0                                        |
| 21 września 1986 | Sport Recife – Operário FC 4:1 Gassem, Mílton Cruz, Betăo, Cléo – Guina |

##### Kolejka 8
| Data             | Mecz                                                                       |
| ---------------- | -------------------------------------------------------------------------- |
| 24 września 1986 | Ceará SC – Operário FC 0:0                                                 |
| 24 września 1986 | Bangu AC – Coritiba FBC 1:0 Nando                                          |
| 24 września 1986 | SC Internacional – Clube do Remo 3:1 Balalo, Marcelo, Tita – Camargo       |
| 24 września 1986 | São Paulo – Sampaio Corrêa FC 4:0 Darío Pereyra, Careca, Zé Teodoro, Oscar |
| 25 września 1986 | Fluminense FC – Sport Recife 0:1 Luís Carlos                               |

##### Kolejka 9
| Data                | Mecz                                                                           |
| ------------------- | ------------------------------------------------------------------------------ |
| 28 września 1986    | Fluminense FC – São Paulo 2:3 Washington, Ricardo Gomes – Careca, Pita, Müller |
| 28 września 1986    | Sampaio Corrêa FC – SC Internacional 0:2 Carlinhos, Luís Fernando Flores       |
| 28 września 1986    | Clube do Remo – Bangu AC 2:2 Dadinho (2) – Ricardo (2)                         |
| 28 września 1986    | Ceará SC – Sport Recife 0:0                                                    |
| 7 października 1986 | Operário FC – Sobradinho EC 2:1 Guina (2) – Filó                               |

##### Kolejka 10
| Data                | Mecz                                                         |
| ------------------- | ------------------------------------------------------------ |
| 1 października 1986 | Sport Recife – Bangu AC 0:1 Jacimar                          |
| 1 października 1986 | Ceará SC – Fluminense FC 0:2 Ricardo Gomes, Alberto          |
| 1 października 1986 | Sobradinho EC – Sampaio Corrêa FC 2:1 Tobias, Filó – Santana |
| 2 października 1986 | Clube do Remo – São Paulo 0:2 Careca (2)                     |
| 2 października 1986 | Operário FC – Coritiba FBC 2:0 Fernando Roberto, Gilsinho    |

##### Kolejka 11
| Data                | Mecz                                                                         |
| ------------------- | ---------------------------------------------------------------------------- |
| 5 października 1986 | São Paulo – Sport Recife 3:2 Careca, Silas, Müller – Edel, Adílson           |
| 5 października 1986 | Bangu AC – Ceará SC 0:1 Rubens Feijăo                                        |
| 5 października 1986 | SC Internacional – Operário FC 3:1 Tita, Carlinhos, Marcelo – Guina          |
| 5 października 1986 | Coritiba FBC – Sobradinho EC 1:1 Índio – Filó                                |
| 5 października 1986 | Sampaio Corrêa FC – Clube do Remo 2:2 Mateus, Gil Lima – Toninho Silva, Jair |

##### Tabela grupy A
| Poz | Klub              | Mecze | Zw | Rem | Por | Pkt | BrZd | BrStr |
| --- | ----------------- | ----- | -- | --- | --- | --- | ---- | ----- |
| 1   | São Paulo         | 10    | 7  | 3   | 0   | 17  | 21   | 7     |
| 2   | SC Internacional  | 10    | 5  | 4   | 1   | 14  | 13   | 5     |
| 3   | Sport Recife      | 10    | 5  | 3   | 2   | 13  | 11   | 6     |
| 4   | Fluminense FC     | 10    | 5  | 2   | 3   | 12  | 9    | 7     |
| 5   | Bangu AC          | 10    | 4  | 4   | 2   | 12  | 11   | 6     |
| 6   | Ceará SC          | 10    | 3  | 4   | 3   | 10  | 8    | 10    |
| 7   | Sobradinho EC     | 10    | 3  | 2   | 5   | 8   | 8    | 12    |
| 8   | Operário FC       | 10    | 3  | 1   | 6   | 7   | 9    | 15    |
| 9   | Sampaio Corrêa FC | 10    | 1  | 4   | 5   | 6   | 5    | 15    |
| 10  | Clube do Remo     | 10    | 0  | 6   | 4   | 6   | 9    | 15    |
| 11  | Coritiba FBC      | 10    | 1  | 3   | 6   | 5   | 3    | 9     |

#### Grupa B

##### Kolejka 1
| Data             | Mecz                                                                           |
| ---------------- | ------------------------------------------------------------------------------ |
| 31 sierpnia 1986 | Corinthians Paulista – Goiás EC 3:0 Wílson Mano, Cristóvăo, Jacenir            |
| 31 sierpnia 1986 | Joinville – Athletico Paranaense 2:0 Alfinete, Joăo Carlos Maringá             |
| 31 sierpnia 1986 | Botafogo João Pessoa – America FC 0:1 Luisinho                                 |
| 31 sierpnia 1986 | CS Sergipe – AA Ponte Preta 0:4 Chicăo (3), Raí                                |
| 2 września 1986  | CR Flamengo – Paysandu SC 4:1 Mozer (2), Júlio César, Aldair – Marcos Nogueira |

##### Kolejka 2
| Data            | Mecz                                                                               |
| --------------- | ---------------------------------------------------------------------------------- |
| 2 września 1986 | Grêmio Porto Alegre – Athletico Paranaense 2:1 Renato Gaúcho, Osvaldo – Agnaldo    |
| 2 września 1986 | Botafogo João Pessoa – AA Ponte Preta 1:4 Carioca – Chicăo (3), Aluísio (own goal) |
| 2 września 1986 | CS Sergipe – America FC 1:0 Amadeu                                                 |
| 4 września 1986 | Corinthians Paulista – Paysandu SC 1:0 Cacau                                       |
| 4 września 1986 | CR Flamengo – Goiás EC 0:0                                                         |

##### Kolejka 3
| Data            | Mecz                                                          |
| --------------- | ------------------------------------------------------------- |
| 7 września 1986 | America FC – CR Flamengo 0:2 Zinho, Bebeto                    |
| 7 września 1986 | Athletico Paranaense – Botafogo João Pessoa 0:0               |
| 7 września 1986 | Goiás EC – Joinville 0:0                                      |
| 7 września 1986 | Paysandu SC – Grêmio Porto Alegre 1:0 Miguelzinho             |
| 7 września 1986 | AA Ponte Preta – Corinthians Paulista 1:1 Valdir – Casagrande |

##### Kolejka 4
| Data             | Mecz                                                  |
| ---------------- | ----------------------------------------------------- |
| 10 września 1986 | Goiás EC – Grêmio Porto Alegre 1:1 Albeneir – Osvaldo |
| 11 września 1986 | AA Ponte Preta – CR Flamengo 0:1 Vinícius             |
| 11 września 1986 | America FC – Corinthians Paulista 0:0                 |
| 11 września 1986 | Paysandu SC – Joinville 1:1 Ricardo – Cláudio José    |
| 11 września 1986 | Athletico Paranaense – CS Sergipe 1:0 Gílson Bonfim   |

##### Kolejka 5
| Data             | Mecz                                                                                     |
| ---------------- | ---------------------------------------------------------------------------------------- |
| 14 września 1986 | Corinthians Paulista – CS Sergipe 6:0 Casagrande (3), Biro-Biro, Cristóvăo, Cacau        |
| 14 września 1986 | Grêmio Porto Alegre – CR Flamengo 0:0                                                    |
| 14 września 1986 | Goiás EC – Athletico Paranaense 0:0                                                      |
| 14 września 1986 | Botafogo João Pessoa – Joinville 3:2 Carlos Roberto (2), Roberto – Nardela, Cláudio José |
| 14 września 1986 | AA Ponte Preta – Paysandu SC 1:0 Wladimir                                                |

##### Kolejka 6
| Data             | Mecz                                                                                         |
| ---------------- | -------------------------------------------------------------------------------------------- |
| 17 września 1986 | CR Flamengo – CS Sergipe 1:0 Gilmar                                                          |
| 17 września 1986 | Paysandu SC – America FC 0:1 Ramón                                                           |
| 18 września 1986 | Grêmio Porto Alegre – Botafogo João Pessoa 5:2 Lima (3), Valdo, Osvaldo – Carlos Roberto (2) |
| 18 września 1986 | Athletico Paranaense – AA Ponte Preta 4:0 Mauro Madureira, Agnaldo, Roberto, Joãozinho       |
| 18 września 1986 | Joinville – Corinthians Paulista 1:0 Paulo Egídio                                            |

##### Kolejka 7
| Data             | Mecz                                                                                        |
| ---------------- | ------------------------------------------------------------------------------------------- |
| 21 września 1986 | America FC – AA Ponte Preta 3:1 Luisinho (2), Renato – Mário Luís                           |
| 21 września 1986 | CR Flamengo – Corinthians Paulista 2:3 Kita (2) – Cristóvăo, Edmar, Biro-Biro               |
| 21 września 1986 | Grêmio Porto Alegre – Joinville 5:1 Valdo (2), Lima, Renato Gaúcho, Osvaldo – Geraldo Touro |
| 21 września 1986 | Paysandu SC – Goiás EC 1:2 Patrulheiro – Zezinho, Alex s                                    |
| 22 września 1986 | CS Sergipe – Botafogo João Pessoa 1:0 Amadeu                                                |

##### Kolejka 8
| Data             | Mecz                                                    |
| ---------------- | ------------------------------------------------------- |
| 24 września 1986 | America FC – Athletico Paranaense 0:0                   |
| 24 września 1986 | Botafogo João Pessoa – Corinthians Paulista 0:1 Edmar   |
| 24 września 1986 | Joinville – CR Flamengo 1:2 Mirandinha – Kita, Jorginho |
| 25 września 1986 | AA Ponte Preta – Goiás EC 1:0 Zé Carlos                 |
| 25 września 1986 | CS Sergipe – Grêmio Porto Alegre 0:0                    |

##### Kolejka 9
| Data             | Mecz |
| ---------------- | --- |
| 28 września 1986 | Athletico Paranaense – Paysandu SC 4:0 Bruno, Barbosa, Roberto, Agnaldo                                                                                    |
| 28 września 1986 | Goiás EC – America FC 3:2 Zezinho, Vavá, Jorge Carballo – Luisinho, Ramón                                                                                  |
| 28 września 1986 | Corinthians Paulista – Grêmio Porto Alegre 1:2 Edmar – Lima, Osvaldo                                                                                       |
| 28 września 1986 | CR Flamengo – Botafogo João Pessoa 2:0 Gilmar, Kita |
| 29 września 1986 | Joinville – CS Sergipe 1:1 Mirandinha – Nininho po meczu zwycięstwo przyznano klbowi Joinville, gdyż u jednego z graczy Sergipe odkryto stosowanie dopingu |

##### Kolejka 10
| Data                | Mecz                                                                                    |
| ------------------- | --------------------------------------------------------------------------------------- |
| 1 października 1986 | Corinthians Paulista – Athletico Paranaense 0:0                                         |
| 1 października 1986 | Grêmio Porto Alegre – AA Ponte Preta 0:2 Wladimir, Chicăo                               |
| 1 października 1986 | Joinville – America FC 4:1 Joăo Carlos Maringá (2), Mirandinha, Paulo Egídio – Luisinho |
| 1 października 1986 | Botafogo João Pessoa – Goiás EC 1:0 Carlos Roberto                                      |
| 3 października 1986 | CS Sergipe – Paysandu SC 2:1 Amadeu, Carlinhos – Arnaldo                                |

##### Kolejka 11
| Data                | Mecz                                                                                        |
| ------------------- | ------------------------------------------------------------------------------------------- |
| 5 października 1986 | America FC – Grêmio Porto Alegre 2:0 Benę, Luisinho                                         |
| 5 października 1986 | Athletico Paranaense – CR Flamengo 2:1 Agnaldo, Barbosa – Zinho                             |
| 5 października 1986 | Goiás EC – CS Sergipe 2:0 Joãozinho Paulista (2)                                            |
| 5 października 1986 | AA Ponte Preta – Joinville 4:1 Chicăo (2), Luís Fernando Paulista (2) – Joăo Carlos Maringá |
| 8 października 1986 | Botafogo João Pessoa – Paysandu SC 2:0 Carlos Roberto (2)                                   |

##### Tabela grupy B
| Poz | Klub                 | Mecze | Zw | Rem | Por | Pkt | BrZd | BrStr |
| --- | -------------------- | ----- | -- | --- | --- | --- | ---- | ----- |
| 1   | CR Flamengo          | 10    | 6  | 2   | 2   | 14  | 15   | 7     |
| 2   | AA Ponte Preta       | 10    | 6  | 1   | 3   | 13  | 18   | 11    |
| 3   | Corinthians Paulista | 10    | 5  | 3   | 2   | 13  | 16   | 6     |
| 4   | Athletico Paranaense | 10    | 4  | 4   | 2   | 12  | 12   | 5     |
| 5   | Grêmio Porto Alegre  | 10    | 4  | 3   | 3   | 11  | 15   | 11    |
| 6   | America FC           | 10    | 4  | 2   | 4   | 10  | 10   | 11    |
| 7   | Joinville            | 10    | 4  | 2   | 4   | 10  | 14   | 17    |
| 8   | Goiás EC             | 10    | 3  | 4   | 3   | 10  | 8    | 9     |
| 9   | Botafogo João Pessoa | 10    | 3  | 1   | 6   | 7   | 9    | 16    |
| 10  | CS Sergipe           | 10    | 3  | 1   | 6   | 7   | 5    | 16    |
| 11  | Paysandu SC          | 10    | 1  | 1   | 8   | 3   | 5    | 18    |

#### Grupa C

##### Kolejka 1
| Data             | Mecz                                                                      |
| ---------------- | ------------------------------------------------------------------------- |
| 31 sierpnia 1986 | Atlético Goianiense – Piauí EC 2:1 William, Palhinha – Sima               |
| 31 sierpnia 1986 | EC Bahia – Rio Branco AC 4:0 Bobô (2), Cláudio Adăo (2)                   |
| 31 sierpnia 1986 | Guarani FC – Cruzeiro EC 1:0 Joăo Paulo                                   |
| 31 sierpnia 1986 | Náutico – CR Vasco da Gama 1:0 Moreno                                     |
| 31 sierpnia 1986 | Operário Várzea Grande – Tuna Luso Brasileira 2:1 Jota Maria (2) – Clóvis |

##### Kolejka 2
| Data            | Mecz                                                                            |
| --------------- | ------------------------------------------------------------------------------- |
| 2 września 1986 | Atlético Goianiense – Tuna Luso Brasileira 1:0 Olair                            |
| 2 września 1986 | Náutico – Rio Branco AC 0:1 Jones                                               |
| 2 września 1986 | Operário Várzea Grande – Piauí EC 0:0                                           |
| 2 września 1986 | Cruzeiro EC – Santos FC 2:3 Édson, Geraldăo – Serginho Dourado, Gérson, Ribamar |
| 4 września 1986 | CR Vasco da Gama – EC Bahia 0:1 Sandro                                          |

##### Kolejka 3
| Data            | Mecz                                                     |
| --------------- | -------------------------------------------------------- |
| 6 września 1986 | Tuna Luso Brasileira – Náutico 3:1 Clóvis (3) – Rolério  |
| 7 września 1986 | Cruzeiro EC – Atlético Goianiense 2:0 Geraldăo, Hamílton |
| 7 września 1986 | Piauí EC – EC Bahia 1:3 Sima – Cláudio Adăo (2), Bobô    |
| 7 września 1986 | Rio Branco AC – Santos FC 0:0                            |
| 7 września 1986 | CR Vasco da Gama – Guarani FC 0:1 Tite                   |

##### Kolejka 4
| Data             | Mecz                                                                |
| ---------------- | ------------------------------------------------------------------- |
| 10 września 1986 | Tuna Luso Brasileira – EC Bahia 0:3 Cláudio Adăo (2), Paulo Martins |
| 10 września 1986 | Rio Branco AC – Guarani FC 0:0                                      |
| 10 września 1986 | Piauí EC – Náutico 1:0 Galloti                                      |
| 11 września 1986 | Santos FC – CR Vasco da Gama 0:0                                    |
| 11 września 1986 | Operário Várzea Grande – Cruzeiro EC 0:2 Édson, Eduardo             |

##### Kolejka 5
| Data             | Mecz                                                                |
| ---------------- | ------------------------------------------------------------------- |
| 13 września 1986 | Atlético Goianiense – Guarani FC 1:0 Osmarzinho                     |
| 14 września 1986 | EC Bahia – Santos FC 3:0 Sandro (2), Cláudio Adăo                   |
| 14 września 1986 | CR Vasco da Gama – Cruzeiro EC 0:0                                  |
| 14 września 1986 | Tuna Luso Brasileira – Rio Branco AC 0:0                            |
| 14 września 1986 | Náutico – Operário Várzea Grande 3:1 Baiano (2), Rolério – Genílson |

##### Kolejka 6
| Data             | Mecz                                                                  |
| ---------------- | --------------------------------------------------------------------- |
| 17 września 1986 | EC Bahia – Operário Várzea Grande 2:1 Bobô (2) – Serginho             |
| 17 września 1986 | Atlético Goianiense – Santos FC 0:1 Ribamar                           |
| 17 września 1986 | Rio Branco AC – Piauí EC 4:0 Mazolinha (2), Nenę, Jones               |
| 17 września 1986 | Guarani FC – Náutico 1:0 Evair                                        |
| 17 września 1986 | Cruzeiro EC – Tuna Luso Brasileira 3:1 Gerladăo (2), Eduardo – Clóvis |

##### Kolejka 7
| Data                | Mecz                                                                 |
| ------------------- | -------------------------------------------------------------------- |
| 21 września 1986    | EC Bahia – Náutico 1:0 Bobô                                          |
| 21 września 1986    | Santos FC – Guarani FC 0:1 Gílson Jader                              |
| 21 września 1986    | Rio Branco AC – CR Vasco da Gama 1:0 Márcio Fernandes                |
| 30 września 1986    | Operário Várzea Grande – Atlético Goianiense 0:3 Palhinha (2), Dinei |
| 9 października 1986 | Piauí EC – Tuna Luso Brasileira 1:2 Vítor – Jango, Clóvis            |

##### Kolejka 8
| Data             | Mecz                                                                   |
| ---------------- | ---------------------------------------------------------------------- |
| 24 września 1986 | Guarani FC – EC Bahia 1:1 Barbiéri – Sandro                            |
| 24 września 1986 | Náutico – Atlético Goianiense 1:0 Alfredo Santos                       |
| 24 września 1986 | Piauí EC – Cruzeiro EC 0:3 Hamílton (2), Geraldăo                      |
| 24 września 1986 | Tuna Luso Brasileira – CR Vasco da Gama 0:3 Gersinho, Mazinho, Geovani |
| 25 września 1986 | Santos FC – Operário Várzea Grande 3:0 Serginho, Jussię, Dino          |

##### Kolejka 9
| Data                | Mecz                                                             |
| ------------------- | ---------------------------------------------------------------- |
| 27 września 1986    | EC Bahia – Atlético Goianiense 1:1 Bobô – William                |
| 27 września 1986    | Cruzeiro EC – Rio Branco AC 0:0                                  |
| 28 września 1986    | Guarani FC – Operário Várzea Grande 2:0 Evair, Chiquinho Carioca |
| 28 września 1986    | Santos FC – Náutico 5:0 Dino (4), Dunga                          |
| 7 października 1986 | CR Vasco da Gama – Piauí EC 2:0 Fernando, Gersinho               |

##### Kolejka 10
| Data                | Mecz |
| ------------------- | --- |
| 2 października 1986 | Atlético Goianiense – CR Vasco da Gama 0:0                                                                    |
| 2 października 1986 | Guarani FC – Piauí EC 8:2 Evair (3), Chiquinho Carioca (2), Barbiéri, Gílson Jáder, Joăo Paulo – Chicăo, Sima |
| 2 października 1986 | Operário Várzea Grande – Rio Branco AC 0:2 Jones, Édson Carioca                                               |
| 2 października 1986 | Santos FC – Tuna Luso Brasileira 2:0 Juninho, Dino                                                            |
| 2 października 1986 | Náutico – Cruzeiro EC 1:0 Fernando                                                                            |

##### Kolejka 11
| Data                | Mecz                                                                                              |
| ------------------- | ------------------------------------------------------------------------------------------------- |
| 5 października 1986 | Cruzeiro EC – EC Bahia 0:0                                                                        |
| 5 października 1986 | Piauí EC – Santos FC 0:2 Dino (2)                                                                 |
| 5 października 1986 | Rio Branco AC – Atlético Goianiense 2:1 Marçal s, Jones – Marçal                                  |
| 5 października 1986 | Tuna Luso Brasileira – Guarani FC 1:4 Queirós – Evair (2), Chiquinho Carioca, Gílson Jáder        |
| 5 października 1986 | CR Vasco da Gama – Operário Várzea Grande 6:0 Roberto Dinamite (3), Gersinho, Mauricinho, Romário |

##### Tabela grupy C
| Poz | Klub                   | Mecze | Zw | Rem | Por | Pkt | BrZd | BrStr |
| --- | ---------------------- | ----- | -- | --- | --- | --- | ---- | ----- |
| 1   | EC Bahia               | 10    | 7  | 3   | 0   | 17  | 19   | 4     |
| 2   | Guarani FC             | 10    | 7  | 2   | 1   | 16  | 19   | 5     |
| 3   | Santos FC              | 10    | 6  | 2   | 2   | 14  | 16   | 6     |
| 4   | Rio Branco AC          | 10    | 5  | 4   | 1   | 14  | 10   | 5     |
| 5   | Cruzeiro EC            | 10    | 4  | 3   | 3   | 11  | 12   | 6     |
| 6   | Atlético Goianiense    | 10    | 4  | 2   | 4   | 10  | 9    | 8     |
| 7   | CR Vasco da Gama       | 10    | 3  | 3   | 4   | 9   | 11   | 4     |
| 8   | Náutico                | 10    | 4  | 0   | 6   | 8   | 7    | 13    |
| 9   | Tuna Luso Brasileira   | 10    | 2  | 1   | 7   | 5   | 8    | 20    |
| 10  | Piauí EC               | 10    | 1  | 1   | 8   | 3   | 6    | 26    |
| 11  | Operário Várzea Grande | 10    | 1  | 1   | 8   | 3   | 4    | 24    |

#### Grupa D

##### Kolejka 1
| Data             | Mecz                                                |
| ---------------- | --------------------------------------------------- |
| 31 sierpnia 1986 | Atlético Mineiro – Santa Cruz FC 1:1 Nunes – Marlon |
| 31 sierpnia 1986 | EC Comercial – Botafogo FR 1:1 Carlăo – Luisinho    |
| 31 sierpnia 1986 | Fortaleza – CS Alagoano 0:0                         |
| 31 sierpnia 1986 | Nacional FC – Alecrim Natal 1:0 Cláudio Barbosa     |
| 31 sierpnia 1986 | Portuguesa – EC Vitória 2:0 Hélder, Toninho         |

##### Kolejka 2
| Data             | Mecz                                                  |
| ---------------- | ----------------------------------------------------- |
| 2 września 1986  | Fortaleza – Alecrim Natal 2:0 Assis Paraíba, Luisinho |
| 4 września 1986  | Portuguesa – Santa Cruz FC 1:1 Toninho – Zé do Carmo  |
| 4 września 1986  | EC Vitória – Atlético Mineiro 0:0                     |
| 4 września 1986  | Nacional FC – CS Alagoano 0:0                         |
| 30 września 1986 | SE Palmeiras – Botafogo FR 2:0 Mirandinha (2)         |

##### Kolejka 3
| Data            | Mecz                                                            |
| --------------- | --------------------------------------------------------------- |
| 6 września 1986 | Botafogo FR – Fortaleza 2:0 Alemăo, Berg                        |
| 7 września 1986 | Alecrim Natal – Portuguesa 2:2 Sousa, Odilon – Hélder (2)       |
| 7 września 1986 | CS Alagoano – Atlético Mineiro 0:2 Éverton, Renato              |
| 7 września 1986 | Santa Cruz FC – SE Palmeiras 2:1 Rômel, Zé do Carmo – Edu Manga |
| 7 września 1986 | EC Vitória – EC Comercial 2:0 Alexandre, Adílson                |

##### Kolejka 4
| Data             | Mecz                                                                               |
| ---------------- | ---------------------------------------------------------------------------------- |
| 10 września 1986 | CS Alagoano – Portuguesa 4:0 Nívio, Borges, Carlinhos Paulista, Carlinhos Marechal |
| 10 września 1986 | Alecrim Natal – Atlético Mineiro 1:2 Chiquinho – Renato, Saraiva s                 |
| 10 września 1986 | SE Palmeiras – EC Vitória 2:2 Mirandinha (2) – Adílson, Ataíde                     |
| 10 września 1986 | Botafogo FR – Nacional FC 0:0                                                      |
| 11 września 1986 | Santa Cruz FC – EC Comercial 0:0                                                   |

##### Kolejka 5
| Data             | Mecz                                                      |
| ---------------- | --------------------------------------------------------- |
| 13 września 1986 | EC Vitória – Botafogo FR 0:0                              |
| 14 września 1986 | Atlético Mineiro – SE Palmeiras 1:0 Nunes                 |
| 14 września 1986 | Portuguesa – Nacional FC 2:1 Hélder (2) – Cláudio Barbosa |
| 14 września 1986 | Fortaleza – EC Comercial 0:1 Wílson Carrasco              |
| 14 września 1986 | Alecrim Natal – Santa Cruz FC 1:0 Sousa                   |

##### Kolejka 6
| Data             | Mecz                                                             |
| ---------------- | ---------------------------------------------------------------- |
| 17 września 1986 | SE Palmeiras – Fortaleza 6:0 Mirandinha (3), Jorginho (2), Lino  |
| 17 września 1986 | Santa Cruz FC – CS Alagoano 2:0 Lóti, Jacozinho                  |
| 17 września 1986 | Atlético Mineiro – Nacional FC 0:0                               |
| 18 września 1986 | Botafogo FR – Alecrim Natal 2:1 Fernando Macaé, Alemăo – Saraiva |
| 30 września 1986 | EC Comercial – Portuguesa 1:1 Tim – Hélder                       |

##### Kolejka 7
| Data             | Mecz                                                                                  |
| ---------------- | ------------------------------------------------------------------------------------- |
| 20 września 1986 | Santa Cruz FC – EC Vitória 1:3 Jacozinho – Hęider, Ademir, Bira                       |
| 21 września 1986 | CS Alagoano – Alecrim Natal 2:1 Nívio, Mário Tilico – Sousa                           |
| 21 września 1986 | Atlético Mineiro – Portuguesa 2:1 Albéris s, Sérgio Araújo – Toninho                  |
| 21 września 1986 | Nacional FC – Fortaleza 0:1 Frank                                                     |
| 21 września 1986 | SE Palmeiras – EC Comercial 4:2 Mirandinha (2), Gérson Caçapa, Éder – Carlăo, Evandro |

##### Kolejka 8
| Data             | Mecz                                                                |
| ---------------- | ------------------------------------------------------------------- |
| 24 września 1986 | Alecrim Natal – EC Vitória 1:1 Emanuel – Bira                       |
| 24 września 1986 | CS Alagoano – Botafogo FR 1:1 André – Fernando Macaé                |
| 24 września 1986 | Nacional FC – SE Palmeiras 2:1 Luisinho, Jorginho – Denys           |
| 25 września 1986 | Fortaleza – Portuguesa 0:1 Hélder                                   |
| 25 września 1986 | EC Comercial – Atlético Mineiro 1:2 Carlăo – Éverton, Sérgio Araújo |

##### Kolejka 9
| Data                | Mecz                                                           |
| ------------------- | -------------------------------------------------------------- |
| 28 września 1986    | Atlético Mineiro – Fortaleza 4:0 Elzo, Éverton, Nunes, Nelinho |
| 28 września 1986    | Portuguesa – SE Palmeiras 0:0                                  |
| 28 września 1986    | EC Vitória – CS Alagoano 0:0                                   |
| 7 października 1986 | Botafogo FR – Santa Cruz FC 2:0 Silvinho, Jorge s              |
| 7 października 1986 | EC Comercial – Nacional FC 2:1 Zé Carlos, Toninho – Murica     |

##### Kolejka 10
| Data                | Mecz                                                                  |
| ------------------- | --------------------------------------------------------------------- |
| 1 października 1986 | Fortaleza – EC Vitória 2:2 Assis Paraíba, Alexandre s – Alexandre (2) |
| 1 października 1986 | Nacional FC – Santa Cruz FC 3:1 Helinho, Luisinho, Jorginho – Marlon  |
| 2 października 1986 | SE Palmeiras – Alecrim Natal 3:0 Edu Manga, Lino, Mirandinha          |
| 2 października 1986 | Portuguesa – Botafogo FR 2:1 Machado, Ronaldo – Berg                  |
| 2 października 1986 | EC Comercial – CS Alagoano 1:0 Negăo                                  |

##### Kolejka 11
| Data                | Mecz                                                                                                 |
| ------------------- | --- |
| 5 października 1986 | EC Vitória – Nacional FC 2:2 Brasília, Edu Lima – Luisinho, Jasson                                   |
| 5 października 1986 | Santa Cruz FC – Fortaleza 3:2 Marlon, Zé Henrique, Lula – Frank, Luisinho                            |
| 5 października 1986 | CS Alagoano – SE Palmeiras 1:0 Nívio                                                                 |
| 5 października 1986 | Botafogo FR – Atlético Mineiro 2:4 Berg (2) – Éverton, Sérgio Araújo, Jorge Valença, Reinaldo Xavier |
| 9 października 1986 | Alecrim Natal – EC Comercial 0:0                                                                     |

##### Tabela grupy D
| Poz | Klub             | Mecze | Zw | Rem | Por | Pkt | BrZd | BrStr |
| --- | ---------------- | ----- | -- | --- | --- | --- | ---- | ----- |
| 1   | Atlético Mineiro | 10    | 7  | 3   | 0   | 17  | 18   | 6     |
| 2   | Portuguesa       | 10    | 4  | 4   | 2   | 12  | 12   | 12    |
| 3   | EC Vitória       | 10    | 2  | 7   | 1   | 11  | 12   | 10    |
| 4   | SE Palmeiras     | 10    | 4  | 2   | 4   | 10  | 19   | 10    |
| 5   | Nacional FC      | 10    | 3  | 4   | 3   | 10  | 10   | 9     |
| 6   | CS Alagoano      | 10    | 3  | 4   | 3   | 10  | 8    | 7     |
| 7   | Botafogo FR      | 10    | 3  | 4   | 3   | 10  | 11   | 11    |
| 8   | EC Comercial     | 10    | 3  | 4   | 3   | 10  | 9    | 11    |
| 9   | Santa Cruz FC    | 10    | 3  | 3   | 4   | 9   | 11   | 14    |
| 10  | Fortaleza        | 10    | 2  | 2   | 6   | 6   | 7    | 19    |
| 11  | Alecrim Natal    | 10    | 1  | 3   | 6   | 5   | 7    | 15    |

#### Grupa E

##### Kolejka 1
| Mecze                                   |
| --------------------------------------- |
| Ríver AC – Guarany Sobral 2:2           |
| Rio Negro – América Natal 1:1           |
| Moto Club de São Luís – Sport Belém 1:0 |
| Treze FC – Ferroviário AC 1:0           |

##### Kolejka 2
| Mecze                                     |
| ----------------------------------------- |
| Sport Belém – Maranhão AC 0:0             |
| Treze FC – Guarany Sobral 1:0             |
| Moto Club de São Luís – América Natal 1:0 |
| Ríver AC – Ferroviário AC 1:1             |

##### Kolejka 3
| Mecze                                   |
| --------------------------------------- |
| América Natal – Treze FC 0:0            |
| Rio Negro – Ríver AC 0:0                |
| Maranhão AC – Moto Club de São Luís 2:3 |
| Guarany Sobral – Ferroviário AC 0:0     |

##### Kolejka 4
| Mecze                                |
| ------------------------------------ |
| Sport Belém – Treze FC 1:2           |
| Ríver AC – Moto Club de São Luís 1:2 |
| Ferroviário AC – Maranhão AC 2:3     |
| Guarany Sobral – Rio Negro 1:0       |

##### Kolejka 5
| Mecze                                 |
| ------------------------------------- |
| Moto Club de São Luís – Rio Negro 0:1 |
| América Natal – Sport Belém 1:0       |
| Treze FC – Ríver AC 2:0               |
| Guarany Sobral – Maranhão AC 2:1      |

##### Kolejka 6
| Mecze                              |
| ---------------------------------- |
| Maranhão AC – Ríver AC 2:0         |
| Ferroviário AC – América Natal 0:0 |
| Sport Belém – Guarany Sobral 1:0   |
| Rio Negro – Treze FC 0:0           |

##### Kolejka 7
| Mecze                                |
| ------------------------------------ |
| Maranhão AC – Rio Negro 0:0          |
| América Natal – Guarany Sobral 3:0   |
| Ferroviário AC – Sport Belém 3:1     |
| Treze FC – Moto Club de São Luís 2:0 |

##### Kolejka 8
| Mecze                                      |
| ------------------------------------------ |
| Ríver AC – América Natal 0:4               |
| Rio Negro – Sport Belém 2:0                |
| Maranhão AC – Treze FC 1:0                 |
| Moto Club de São Luís – Ferroviário AC 1:1 |

##### Kolejka 9
| Mecze                                      |
| ------------------------------------------ |
| América Natal – Maranhão AC 0:1            |
| Sport Belém – Ríver AC 2:2                 |
| Guarany Sobral – Moto Club de São Luís 3:1 |
| Ferroviário AC – Rio Negro 0:1             |

##### Tabela grupy E
| Poz | Klub                  | Mecze | Zw | Rem | Por | Pkt | BrZd | BrStr |
| --- | --------------------- | ----- | -- | --- | --- | --- | ---- | ----- |
| 1   | Treze FC              | 8     | 5  | 2   | 1   | 12  | 8    | 2     |
| 2   | Maranhão AC           | 8     | 4  | 1   | 2   | 10  | 10   | 7     |
| 3   | Rio Negro             | 8     | 3  | 4   | 1   | 10  | 5    | 2     |
| 4   | Moto Club de São Luís | 8     | 4  | 1   | 3   | 9   | 9    | 10    |
| 5   | América Natal         | 8     | 3  | 3   | 2   | 9   | 9    | 3     |
| 6   | Guarany Sobral        | 8     | 3  | 2   | 3   | 8   | 8    | 9     |
| 7   | Ferroviário AC        | 8     | 1  | 4   | 3   | 6   | 7    | 8     |
| 8   | Sport Belém           | 8     | 1  | 2   | 5   | 4   | 5    | 11    |
| 9   | Ríver AC              | 8     | 0  | 4   | 4   | 4   | 6    | 15    |

#### Grupa F

##### Kolejka 1
| Mecz                                          |
| --------------------------------------------- |
| Clube de Regatas Brasil – Taguatinga EC 2:1   |
| Central SC – Desportiva Cariacica 2:1         |
| Goytacaz FC – Americano FC 0:1                |
| Catuense Futebol – Fluminense de Feira FC 0:0 |

##### Kolejka 2
| Mecz                                                 |
| ---------------------------------------------------- |
| Goytacaz FC – Desportiva Cariacica 1:2               |
| Americano FC – AD Confiança 3:0                      |
| Catuense Futebol – Taguatinga EC 4:3                 |
| Clube de Regatas Brasil – Fluminense de Feira FC 2:0 |

##### Kolejka 3
| Mecz                                        |
| ------------------------------------------- |
| Desportiva Cariacica – Catuense Futebol 0:0 |
| Central SC – Clube de Regatas Brasil 2:0    |
| AD Confiança – Goytacaz FC 2:1              |
| Taguatinga EC – Fluminense de Feira FC 3:0  |

##### Kolejka 4
| Mecz                                      |
| ----------------------------------------- |
| Clube de Regatas Brasil – Goytacaz FC 1:2 |
| Americano FC – Catuense Futebol 0:1       |
| Fluminense de Feira FC – AD Confiança 1:0 |
| Taguatinga EC – Central SC 2:1            |

##### Kolejka 5
| Mecz                                           |
| ---------------------------------------------- |
| Desportiva Cariacica – Americano FC 1:2        |
| Catuense Futebol – Clube de Regatas Brasil 0:0 |
| Taguatinga EC – AD Confiança 3:1               |
| Goytacaz FC – Central SC 1:0                   |

##### Kolejka 6
| Mecz                                              |
| ------------------------------------------------- |
| AD Confiança – Clube de Regatas Brasil 0:0        |
| Fluminense de Feira FC – Desportiva Cariacica 1:1 |
| Americano FC – Taguatinga EC 1:0                  |
| Central SC – Catuense Futebol 1:0                 |

##### Kolejka 7
| Mecz                                      |
| ----------------------------------------- |
| Desportiva Cariacica – Taguatinga EC 1:0  |
| Fluminense de Feira FC – Americano FC 2:2 |
| Catuense Futebol – Goytacaz FC 2:3        |
| AD Confiança – Central SC 0:1             |

##### Kolejka 8
| Mecz                                               |
| -------------------------------------------------- |
| Clube de Regatas Brasil – Desportiva Cariacica 1:0 |
| Central SC – Americano FC 2:0                      |
| AD Confiança – Catuense Futebol 2:2                |
| Goytacaz FC – Fluminense de Feira FC 2:1           |

##### Kolejka 9
| Mecz                                       |
| ------------------------------------------ |
| Desportiva Cariacica – AD Confiança 3:0    |
| Americano FC – Clube de Regatas Brasil 2:0 |
| Taguatinga EC – Goytacaz FC 2:2            |
| Fluminense de Feira FC – Central SC 2:2    |

##### Tabela grupy F
Kluby Central i Americano miały identyczny dorobek bramkowo-punktowy. Ponieważ do następnego etapu z grupy awansować mógł tylko jeden klub, zarządzone zostało losowanie, które wygrał Central.
| Poz | Klub                    | Mecze | Zw | Rem | Por | Pkt | BrZd | BrStr |
| --- | ----------------------- | ----- | -- | --- | --- | --- | ---- | ----- |
| 1   | Central SC              | 8     | 5  | 1   | 2   | 11  | 11   | 6     |
| 2   | Americano FC            | 8     | 5  | 1   | 2   | 11  | 11   | 6     |
| 3   | Goytacaz FC             | 8     | 4  | 1   | 3   | 9   | 12   | 11    |
| 4   | Desportiva Cariacica    | 8     | 3  | 2   | 3   | 8   | 9    | 7     |
| 5   | Clube de Regatas Brasil | 8     | 3  | 2   | 3   | 8   | 6    | 7     |
| 6   | Catuense Futebol        | 8     | 2  | 4   | 2   | 8   | 9    | 9     |
| 7   | Taguatinga EC           | 8     | 3  | 1   | 4   | 7   | 14   | 12    |
| 8   | Fluminense de Feira FC  | 8     | 1  | 4   | 3   | 6   | 7    | 12    |
| 9   | AD Confiança            | 8     | 1  | 2   | 5   | 4   | 5    | 14    |

#### Grupa G

##### Kolejka 1
| Mecze                             |
| --------------------------------- |
| América Mineiro – Itumbiara 2:2   |
| AA Internacional – Uberlândia 2:0 |
| Mixto EC – Anápolis 2:1           |
| Santo André – CA Juventus 1:1     |

##### Kolejka 2
| Mecze                             |
| --------------------------------- |
| Mixto EC – Uberlândia 0:0         |
| América Mineiro – CA Juventus 1:1 |
| Santo André – Itumbiara 0:0       |
| Anápolis – Ubiratan Dourados 2:0  |

##### Kolejka 3
| Mecze                              |
| ---------------------------------- |
| AA Internacional – Santo André 3:1 |
| Ubiratan Dourados – Mixto EC 4:2   |
| Uberlândia – América Mineiro 0:1   |
| CA Juventus – Itumbiara 0:0        |

##### Kolejka 4
| Mecze                              |
| ---------------------------------- |
| Santo André – Mixto EC 3:2         |
| CA Juventus – AA Internacional 1:0 |
| Anápolis – América Mineiro 2:0     |
| Itumbiara – Ubiratan Dourados 0:0  |

##### Kolejka 5
| Mecze                               |
| ----------------------------------- |
| Mixto EC – AA Internacional 0:2vo   |
| Uberlândia – Anápolis 1:1           |
| América Mineiro – Santo André 0:1   |
| CA Juventus – Ubiratan Dourados 1:0 |

##### Kolejka 6
| Mecze                               |
| ----------------------------------- |
| AA Internacional – América-Mg 2:0   |
| Itumbiara – Uberlândia 1:0          |
| Anápolis – CA Juventus 0:1          |
| Ubiratan Dourados – Santo André 0:0 |

##### Kolejka 7
| Mecze                                    |
| ---------------------------------------- |
| Uberlândia – CA Juventus 0:0             |
| Itumbiara – Anápolis 1:1                 |
| América Mineiro – Mixto EC 6:1           |
| Ubiratan Dourados – AA Internacional 1:1 |

##### Kolejka 8
| Mecze                              |
| ---------------------------------- |
| AA Internacional – Anápolis 4:0    |
| Santo André – Uberlândia 2:1       |
| Ubiratan Dourados – América-Mg 0:0 |
| Mixto EC – Itumbiara 2:2           |

##### Kolejka 9
| Mecze                                              |
| -------------------------------------------------- |
| Uberlândia – Ubiratan Dourados meczu nie rozegrano |
| Anápolis – Santo André 1:0                         |
| CA Juventus – Mixto EC 3:0                         |
| Itumbiara – AA Internacional 0:2                   |

##### Tabela grupy G
| Poz | Klub              | Mecze | Zw | Rem | Por | Pkt | BrZd | BrStr |
| --- | ----------------- | ----- | -- | --- | --- | --- | ---- | ----- |
| 1   | AA Internacional  | 8     | 6  | 1   | 1   | 13  | 16   | 3     |
| 2   | CA Juventus       | 8     | 4  | 4   | 0   | 12  | 8    | 2     |
| 3   | Santo André       | 8     | 3  | 3   | 2   | 9   | 8    | 8     |
| 4   | Anápolis          | 8     | 3  | 2   | 3   | 8   | 8    | 9     |
| 5   | Itumbiara         | 8     | 1  | 6   | 1   | 8   | 6    | 7     |
| 6   | América Mineiro   | 8     | 2  | 3   | 3   | 7   | 10   | 9     |
| 7   | Ubiratan Dourados | 7     | 1  | 4   | 2   | 6   | 5    | 6     |
| 8   | Mixto EC          | 8     | 1  | 2   | 5   | 5   | 9    | 21    |
| 9   | Uberlândia        | 7     | 0  | 3   | 4   | 3   | 2    | 7     |

#### Grupa H

##### Kolejka 1
| Mecze                              |
| Criciúma – Novo Hamburgo 2:0       |
| Brasil Pelotas – EC Juventude 0:0  |
| Londrina – Cascavel 2:0            |
| Avaí FC – Marcílio Dias Itajaí 0:1 |

##### Kolejka 2
| Mecze                               |
| Brasil Pelotas – Novo Hamburgo 1:2  |
| EC Juventude – EC Pinheiros 1:1     |
| Londrina – Marcílio Dias Itajaí 1:0 |
| Avaí FC – Cascavel 1:1              |

##### Kolejka 3
| Mecze                               |
| Novo Hamburgo – Londrina 1:1        |
| Criciúma – Avaí FC 1:0              |
| EC Pinheiros – Brasil Pelotas 3:1   |
| Marcílio Dias Itajaí – Cascavel 1:0 |

##### Kolejka 4
| Mecze                               |
| Avaí FC – Brasil Pelotas 2:0        |
| EC Juventude – Londrina 1:1         |
| Cascavel – EC Pinheiros 1:1         |
| Marcílio Dias Itajaí – Criciúma 1:1 |

##### Kolejka 5
| Mecze                                   |
| Novo Hamburgo – EC Juventude 1:0        |
| Londrina – Avaí FC 0:1                  |
| Marcílio Dias Itajaí – EC Pinheiros 1:1 |
| Brasil Pelotas – Criciúma 1:2           |

##### Kolejka 6
| Mecze                                   |
| Criciúma – Londrina 3:1                 |
| Cascavel – Novo Hamburgo 2:3            |
| EC Juventude – Marcílio Dias Itajaí 2:0 |
| EC Pinheiros – Avaí FC 1:0              |

##### Kolejka 7
| Mecze                                    |
| Novo Hamburgo – Marcílio Dias Itajaí 0:2 |
| Cascavel – EC Juventude 1:1              |
| Londrina – Brasil Pelotas 1:1            |
| EC Pinheiros – Criciúma 1:2              |

##### Kolejka 8
| Mecze                         |
| Criciúma – EC Juventude 1:0   |
| Brasil Pelotas – Cascavel 3:1 |
| Avaí FC – Novo Hamburgo 1:0   |
| EC Pinheiros – Londrina 1:2   |

##### Kolejka 9
| Mecze                                     |
| Novo Hamburgo – EC Pinheiros 1:2          |
| EC Juventude – Avaí FC 2:0                |
| Marcílio Dias Itajaí – Brasil Pelotas 2:1 |
| Cascavel – Criciúma 0:0                   |

##### Tabela grupy H
| Poz | Klub                 | Mecze | Zw | Rem | Por | Pkt | BrZd | BrStr |
| --- | -------------------- | ----- | -- | --- | --- | --- | ---- | ----- |
| 1   | Criciúma             | 8     | 6  | 2   | 0   | 14  | 12   | 4     |
| 2   | Marcílio Dias Itajaí | 8     | 4  | 2   | 2   | 10  | 8    | 6     |
| 3   | EC Pinheiros         | 8     | 3  | 3   | 2   | 9   | 11   | 9     |
| 4   | Londrina             | 8     | 3  | 3   | 2   | 9   | 9    | 8     |
| 5   | EC Juventude         | 8     | 2  | 4   | 2   | 8   | 7    | 5     |
| 6   | Avaí FC              | 8     | 3  | 1   | 4   | 7   | 5    | 6     |
| 7   | Novo Hamburgo        | 8     | 3  | 1   | 4   | 7   | 8    | 11    |
| 8   | Brasil Pelotas       | 8     | 1  | 2   | 5   | 4   | 8    | 13    |
| 9   | Cascavel             | 8     | 0  | 4   | 4   | 4   | 6    | 12    |

### Drugi etap
W drugim etapie udział wzięło 36 klubów, które podzielono na 4 grupy po 9 klubów. Z każdej grupy do trzeciego etapu zakwalifikowały się 4 kluby. W następnym sezonie I liga brazylijska miała liczyć 28 klubów – po 7 najlepszych klubów z każdej grupy drugiego etapu.

#### Grupa I

##### Mecze chronologicznie
| Data                 | Mecz                                                                         |
| -------------------- | ---------------------------------------------------------------------------- |
| 12 października 1986 | AA Ponte Preta – São Paulo 0:2 Sídnei, Silas                                 |
| 12 października 1986 | Santos FC – Treze FC 0:1 Bill                                                |
| 12 października 1986 | America FC – Bangu AC 1:0 Renato                                             |
| 15 października 1986 | Bangu AC – AA Ponte Preta 0:0                                                |
| 15 października 1986 | SE Palmeiras – Treze FC 4:1 Mirandinha (2), Edu Manga, Gérson Caçapa – Levi  |
| 15 października 1986 | Santos FC – America FC 1:0 Antônio Carlos                                    |
| 19 października 1986 | São Paulo – Santos FC 2:0 Silas, Pita                                        |
| 19 października 1986 | AA Ponte Preta – SE Palmeiras 0:0                                            |
| 19 października 1986 | Treze FC – Bangu AC 1:0 Henrique                                             |
| 22 października 1986 | São Paulo – Bangu AC 2:0 Müller, Careca                                      |
| 22 października 1986 | Treze FC – AA Ponte Preta 1:0 Cláudio Mineiro                                |
| 22 października 1986 | Botafogo FR – Joinville 1:1 Alemăo – Cláudio José                            |
| 22 października 1986 | America FC – SE Palmeiras 1:1 Ramón – Mirandinha                             |
| 25 października 1986 | Santos FC – AA Ponte Preta 1:1 Antônio Carlos – Chicăo                       |
| 25 października 1986 | Botafogo FR – Treze FC 2:0 Berg, Maurício                                    |
| 26 października 1986 | São Paulo – America FC 1:1 Müller – Luisinho                                 |
| 26 października 1986 | Bangu AC – SE Palmeiras 0:1 Mirandinha                                       |
| 29 października 1986 | SE Palmeiras – Santos FC 1:0 Mirandinha                                      |
| 29 października 1986 | Bangu AC – Botafogo FR 1:0 Marinho                                           |
| 29 października 1986 | AA Ponte Preta – America FC 3:1 Chicăo (3) – Ramón                           |
| 29 października 1986 | Treze FC – Joinville 0:0                                                     |
| 1 listopada 1986     | Santos FC – Bangu AC 2:0 Dino, Solano                                        |
| 2 listopada 1986     | São Paulo – SE Palmeiras 0:0                                                 |
| 2 listopada 1986     | America FC – Treze FC 1:0 Luisinho                                           |
| 2 listopada 1986     | Joinville – AA Ponte Preta 1:0 Mirandinha                                    |
| 5 listopada 1986     | Bangu AC – Joinville 1:1 Marinho – Paulo Egídio                              |
| 6 listopada 1986     | AA Ponte Preta – Botafogo FR 1:0 Márcio Luís                                 |
| 9 listopada 1986     | SE Palmeiras – Botafogo FR 3:2 Mirandinha, Vágner, Lino – Arthurzinho, Teo   |
| 9 listopada 1986     | Joinville – São Paulo 0:0                                                    |
| 12 listopada 1986    | Treze FC – São Paulo 1:0 Dăo                                                 |
| 12 listopada 1986    | America FC – Botafogo FR 2:1 Ramón, Luisinho – Arthurzinho                   |
| 13 listopada 1986    | Joinville – Santos FC 0:0                                                    |
| 16 listopada 1986    | Botafogo FR – Santos FC 2:3 Maurício, Roberto Carlos – Gérson (2), Nildo     |
| 16 listopada 1986    | SE Palmeiras – Joinville 2:0 Mendonça (2)                                    |
| 19 listopada 1986    | Joinville – America FC 2:0 Mirandinha, Toninho Cajuru                        |
| 20 listopada 1986    | São Paulo – Botafogo FR 5:0 Careca (3), Müller, Silas                        |
| 23 listopada 1986    | Santos FC – São Paulo 0:0                                                    |
| 23 listopada 1986    | America FC – AA Ponte Preta 2:1 Renato, Luisinho – Valdir                    |
| 23 listopada 1986    | Joinville – SE Palmeiras 0:0                                                 |
| 23 listopada 1986    | Treze FC – Botafogo FR 0:1 Josimar                                           |
| 26 listopada 1986    | SE Palmeiras – America FC 1:1 Mirandinha – Luisinho                          |
| 26 listopada 1986    | Bangu AC – Santos FC 1:1 Marcelinho – Solano                                 |
| 26 listopada 1986    | Joinville – Treze FC 3:0 Mirandinha (2), Toninho Cajuru                      |
| 26 listopada 1986    | Botafogo FR – AA Ponte Preta 0:0                                             |
| 29 listopada 1986    | SE Palmeiras – AA Ponte Preta 2:0 Vágner, Mirandinha                         |
| 30 listopada 1986    | Santos FC – Botafogo FR 0:0                                                  |
| 30 listopada 1986    | America FC – São Paulo 0:0                                                   |
| 30 listopada 1986    | Joinville – Bangu AC 4:0 Mirandinha (2), Paulo Egídio, Toninho Cajuru        |
| 3 grudnia 1986       | SE Palmeiras – Bangu AC 2:2 Ditinho, Diogo – Joăo Cláudio, Toby              |
| 3 grudnia 1986       | São Paulo – Treze FC 4:1 Müller (3), Careca – Bill                           |
| 3 grudnia 1986       | AA Ponte Preta – Joinville 2:0 Zé Carlos, Mauro                              |
| 4 grudnia 1986       | America FC – Botafogo FR 0:0                                                 |
| 7 grudnia 1986       | Santos FC – SE Palmeiras 1:1 Ribamar – Mirandinha                            |
| 7 grudnia 1986       | Botafogo FR – São Paulo 0:0                                                  |
| 7 grudnia 1986       | America FC – Joinville 1:1 Renato – Leandro                                  |
| 7 grudnia 1986       | Bangu AC – Treze FC 1:0 Marcelinho                                           |
| 10 grudnia 1986      | Joinville – Botafogo FR 1:0 Gilvă                                            |
| 10 grudnia 1986      | Treze FC – Santos FC 0:0                                                     |
| 10 grudnia 1986      | São Paulo – AA Ponte Preta 6:1 Careca (2), Silas (2), Pita, Bernardo – Mauro |
| 10 grudnia 1986      | Bangu AC – America FC 1:1 Ricardo – Renato                                   |
| 13 grudnia 1986      | Botafogo FR – Bangu AC 0:0                                                   |
| 13 grudnia 1986      | AA Ponte Preta – Treze FC 1:1 Júnior – Márcio Ribeiro                        |
| 14 grudnia 1986      | SE Palmeiras – São Paulo 2:2 Edu Manga, Mirandinha – Nelsinho, Silas         |
| 14 grudnia 1986      | Santos FC – Joinville 0:0                                                    |
| 24 stycznia 1987     | São Paulo – Joinville 5:0 Careca (2), Müller, Silas, Pita                    |
| 25 stycznia 1987     | America FC – Santos FC 1:0 Denílson                                          |
| 25 stycznia 1987     | Treze FC – SE Palmeiras 0:2 Ditinho, Edu Manga                               |
| 25 stycznia 1987     | AA Ponte Preta – Bangu AC 1:2 Marquinho – Gil, Nando                         |
| 28 stycznia 1987     | Bangu AC – São Paulo 1:0 Marcelinho                                          |
| 28 stycznia 1987     | AA Ponte Preta – Santos FC 0:0                                               |
| 28 stycznia 1987     | Treze FC – America FC 1:1 Mirandinha – Luisinho                              |
| 29 stycznia 1987     | Botafogo FR – SE Palmeiras 1:0 Fernando Macaé                                |

##### Tabela Grupy I
| Poz | Klub           | Mecze | Zw | Rem | Por | Pkt | BrZd | BrStr |
| --- | -------------- | ----- | -- | --- | --- | --- | ---- | ----- |
| 1   | SE Palmeiras   | 16    | 7  | 8   | 1   | 22  | 22   | 11    |
| 2   | São Paulo      | 16    | 7  | 7   | 2   | 21  | 29   | 7     |
| 3   | Joinville      | 16    | 5  | 8   | 3   | 18  | 14   | 12    |
| 4   | America FC     | 16    | 5  | 8   | 3   | 18  | 14   | 14    |
| 5   | Santos FC      | 16    | 3  | 9   | 4   | 15  | 9    | 10    |
| 6   | Bangu AC       | 16    | 4  | 6   | 6   | 14  | 10   | 17    |
| 7   | Treze FC       | 16    | 4  | 4   | 8   | 12  | 8    | 20    |
| 8   | Botafogo FR    | 16    | 3  | 6   | 7   | 12  | 10   | 17    |
| 9   | AA Ponte Preta | 16    | 3  | 6   | 7   | 12  | 11   | 19    |

#### Grupa J

##### Mecze chronologicznie
| Data                 | Mecz                                                                                    |
| -------------------- | --------------------------------------------------------------------------------------- |
| 12 października 1986 | Atlético Goianiense – Fluminense FC Rio de Janeiro 0:2 Washington, Paulinho             |
| 12 października 1986 | CR Flamengo – Grêmio Porto Alegre 1:1 Bebeto – Lima                                     |
| 16 października 1986 | CR Flamengo – Atlético Goianiense 2:1 Gilmar (2) – Palhinha                             |
| 16 października 1986 | Fluminense FC Rio de Janeiro – Central SC 2:0 Tato, Joăo Santos                         |
| 16 października 1986 | Grêmio Porto Alegre – EC Vitória 1:1 Lima – Jésum                                       |
| 19 października 1986 | CR Flamengo – Fluminense FC Rio de Janeiro 0:0                                          |
| 19 października 1986 | Central SC – EC Vitória 1:0 Brasília s                                                  |
| 19 października 1986 | Atlético Goianiense – Guarani FC 0:3 Chiquinho Carioca, Neo s, Evair                    |
| 22 października 1986 | Guarani FC – Grêmio Porto Alegre 2:1 Joăo Paulo, Evair – Lima                           |
| 22 października 1986 | Central SC – CR Flamengo 2:1 Ronaldo (2) – Vinícius                                     |
| 23 października 1986 | Fluminense FC Rio de Janeiro – EC Vitória 1:0 Ricardo Gomes                             |
| 23 października 1986 | Goiás EC – Santa Cruz FC 0:2 Jarbas (2)                                                 |
| 29 października 1986 | Atlético Goianiense – Grêmio Porto Alegre 0:1 Valdo                                     |
| 29 października 1986 | EC Vitória – Goiás EC 2:1 Gilmar, Adílson – Jorge Caraballo                             |
| 30 października 1986 | Guarani FC – Central SC 3:0 Evair (2), Joăo Paulo                                       |
| 30 października 1986 | Santa Cruz FC – Fluminense FC Rio de Janeiro 1:1 Evaristo – Washington                  |
| 26 października 1986 | Grêmio Porto Alegre – Fluminense FC Rio de Janeiro 1:0 Lima                             |
| 26 października 1986 | CR Flamengo – Guarani FC 0:0                                                            |
| 26 października 1986 | Central SC – Atlético Goianiense 1:1 Zico – Palhinha                                    |
| 27 października 1986 | EC Vitória – Santa Cruz FC 1:1 Hêider – Rômel                                           |
| 1 listopada 1986     | Atlético Goianiense – EC Vitória 1:0 Palhinha                                           |
| 2 listopada 1986     | Goiás EC – CR Flamengo 0:4 Kita (3), Sócrates                                           |
| 2 listopada 1986     | Central SC – Grêmio Porto Alegre 2:2 Zico (2) – Lima, Osvaldo                           |
| 2 listopada 1986     | Fluminense FC Rio de Janeiro – Guarani FC 1:2 Washington – Tosin, Joăo Paulo            |
| 5 listopada 1986     | Guarani FC – Santa Cruz FC 3:1 Evair, Barbiéri, Catatau – Jacozinho                     |
| 5 listopada 1986     | Goiás EC – Central SC 1:1 Carlos Magno – Pacheco                                        |
| 8 listopada 1986     | Santa Cruz FC – Atlético Goianiense 1:1 Celso Mendes – Marçal                           |
| 9 listopada 1986     | Grêmio Porto Alegre – Goiás EC 0:3 Tarciso, Carlos Magno, Albeneir                      |
| 9 listopada 1986     | EC Vitória – CR Flamengo 0:1 Bebeto                                                     |
| 12 listopada 1986    | Santa Cruz FC – Central SC 0:0                                                          |
| 13 listopada 1986    | Goiás EC – Fluminense FC Rio de Janeiro 1:2 Zezinho – Assis (2)                         |
| 16 listopada 1986    | Grêmio Porto Alegre – Santa Cruz FC 0:1 Jarbas                                          |
| 16 listopada 1986    | Atlético Goianiense – Goiás EC 1:1 Ticăo – Nogueira s                                   |
| 16 listopada 1986    | EC Vitória – Guarani FC 0:2 Evair (2)                                                   |
| 19 listopada 1986    | Guarani FC – Goiás EC 0:1 Albeneir                                                      |
| 19 listopada 1986    | Santa Cruz FC – CR Flamengo 0:1 Alcindo                                                 |
| 22 listopada 1986    | CR Flamengo – Goiás EC 1:2 Bebeto – Tarciso, Albeneir                                   |
| 23 listopada 1986    | Central SC – Fluminense FC Rio de Janeiro 1:5 Freitas – Washington (3), Leomir, Eduardo |
| 23 listopada 1986    | EC Vitória – Grêmio Porto Alegre 1:0 Ataíde                                             |
| 23 listopada 1986    | Atlético Goianiense – Santa Cruz FC 3:1 Ilo (2), Palhinha – Zé do Carmo                 |
| 26 listopada 1986    | CR Flamengo – Central SC 5:0 Vinícius (2), Bebeto, Zinho, Júlio César                   |
| 26 listopada 1986    | Goiás EC – Guarani FC 0:0                                                               |
| 26 listopada 1986    | Grêmio Porto Alegre – Atlético Goianiense 4:2 Valdo (2), Lima (2) – Palhinha, Neo       |
| 26 listopada 1986    | Santa Cruz FC – EC Vitória 2:2 Celso Mendes, Lula – Duda, Edu Lima                      |
| 29 listopada 1986    | Santa Cruz FC – Grêmio Porto Alegre 0:0                                                 |
| 30 listopada 1986    | Fluminense FC Rio de Janeiro – CR Flamengo 1:0 Leomir                                   |
| 30 listopada 1986    | Goiás EC – Atlético Goianiense 2:2 Zezinho (2) – Osmarzinho, William                    |
| 30 listopada 1986    | Guarani FC – EC Vitória 4:0 Joăo Paulo (2), Evair, Gílson Jáder                         |
| 3 grudnia 1986       | EC Vitória – Central SC 1:0 Dedei                                                       |
| 3 grudnia 1986       | Santa Cruz FC – Guarani FC 1:1 Zé do Carmo – Evair                                      |
| 3 grudnia 1986       | Atlético Goianiense – CR Flamengo 0:0                                                   |
| 3 grudnia 1986       | Fluminense FC Rio de Janeiro – Goiás EC 2:0 Washington, Tato                            |
| 6 grudnia 1986       | Fluminense FC Rio de Janeiro – Atlético Goianiense 0:0                                  |
| 7 grudnia 1986       | Goiás EC – EC Vitória 2:1 Carlos Magno, Albeneir – Duda                                 |
| 7 grudnia 1986       | Central SC – Guarani FC 1:3 Zico – Catatau, Evair, Chiquinho Carioca                    |
| 7 grudnia 1986       | Grêmio Porto Alegre – CR Flamengo 2:0 Bonamigo, Valdo                                   |
| 10 grudnia 1986      | Santa Cruz FC – Goiás EC 1:1 Jarbas – Carlos Magno                                      |
| 10 grudnia 1986      | Atlético Goianiense – Central SC 2:0 Palhinha, Célio Gaúcho                             |
| 10 grudnia 1986      | Fluminense FC Rio de Janeiro – Grêmio Porto Alegre 1:0 Leomir                           |
| 11 grudnia 1986      | Guarani FC – CR Flamengo 0:0                                                            |
| 13 grudnia 1986      | EC Vitória – Atlético Goianiense 0:0                                                    |
| 14 grudnia 1986      | Guarani FC – Fluminense FC Rio de Janeiro 0:0                                           |
| 14 grudnia 1986      | Goiás EC – Grêmio Porto Alegre 0:0                                                      |
| 14 grudnia 1986      | Central SC – Santa Cruz FC 0:0                                                          |
| 24 stycznia 1987     | Fluminense FC Rio de Janeiro – Santa Cruz FC 2:0 Washington, Alberto                    |
| 25 stycznia 1987     | CR Flamengo – EC Vitória 2:0 Sócrates (2)                                               |
| 25 stycznia 1987     | Grêmio Porto Alegre – Guarani FC 0:1 Chiquinho Carioca                                  |
| 25 stycznia 1987     | Central SC – Goiás EC 2:2 Leléu (2) – Formiga, Carlos Alberto                           |
| 28 stycznia 1987     | Guarani FC – Atlético Goianiense 2:0 Evair, Chiquinho Carioca                           |
| 28 stycznia 1987     | CR Flamengo – Santa Cruz FC 0:1 Celso Mendes                                            |
| 28 stycznia 1987     | EC Vitória – Fluminense FC Rio de Janeiro 2:1 Bira, Ataíde – Marcăo                     |
| 28 stycznia 1987     | Grêmio Porto Alegre – Central SC 3:0 Odair, Lima, Caio                                  |

##### Tabela grupy J
| Poz | Klub                        | Mecze | Zw | Rem | Por | Pkt | BrZd | BrStr |
| --- | --------------------------- | ----- | -- | --- | --- | --- | ---- | ----- |
| 1   | Guarani FC                  | 16    | 10 | 5   | 1   | 25  | 26   | 6     |
| 2   | Fluminense FCRio de Janeiro | 16    | 9  | 4   | 3   | 22  | 21   | 8     |
| 3   | CR Flamengo                 | 16    | 6  | 5   | 5   | 17  | 18   | 10    |
| 4   | Grêmio Porto Alegre         | 16    | 5  | 5   | 6   | 15  | 16   | 15    |
| 5   | Goiás EC                    | 16    | 4  | 7   | 5   | 15  | 17   | 21    |
| 6   | Santa Cruz FC               | 16    | 3  | 9   | 4   | 15  | 13   | 16    |
| 7   | Atlético Goianiense         | 16    | 3  | 7   | 6   | 13  | 14   | 20    |
| 8   | EC Vitória                  | 16    | 4  | 4   | 8   | 12  | 11   | 20    |
| 9   | Central SC                  | 16    | 2  | 6   | 8   | 10  | 11   | 31    |

#### Grupa K

##### Mecze chronologicznie
| Data                 | Mecz                                                                                           |
| -------------------- | ---------------------------------------------------------------------------------------------- |
| 12 października 1986 | Cruzeiro EC – AA Internacional 5:1 Róbson (3), Hamílton, Édson – Lê                            |
| 12 października 1986 | EC Bahia – Athletico Paranaense 0:0                                                            |
| 16 października 1986 | Athletico Paranaense – Cruzeiro EC 1:1 Agnaldo – Eduardo                                       |
| 16 października 1986 | EC Bahia – CS Alagoano 2:0 Cláudio Adăo (2)                                                    |
| 19 października 1986 | EC Bahia – Sport Recife 1:0 Marinho                                                            |
| 19 października 1986 | AA Internacional – Athletico Paranaense 1:0 Marcăo s                                           |
| 19 października 1986 | Portuguesa – Cruzeiro EC 0:0                                                                   |
| 22 października 1986 | Sport Recife – Portuguesa 1:2 Rogério – Toninho, Hélder                                        |
| 22 października 1986 | CS Alagoano – Athletico Paranaense 0:0                                                         |
| 23 października 1986 | AA Internacional – EC Bahia 1:1 Magu – Leandro                                                 |
| 23 października 1986 | Cruzeiro EC – EC Comercial 3:1 Vanderlei, Douglas, Róbson – Toninho                            |
| 26 października 1986 | EC Bahia – Cruzeiro EC 1:0 Cláudio Adăo                                                        |
| 26 października 1986 | Sport Recife – AA Internacional 3:2 Heraldo (2), Luís Carlos – Cléber (2)                      |
| 26 października 1986 | Portuguesa – CS Alagoano 0:0                                                                   |
| 26 października 1986 | Athletico Paranaense – Náutico 2:1 Agnaldo, Beto – Fernando                                    |
| 29 października 1986 | EC Comercial – EC Bahia 1:2 Tim – Marinho, Humberto                                            |
| 29 października 1986 | Portuguesa – Náutico 4:0 Toninho (2), Hélder (2)                                               |
| 29 października 1986 | Cruzeiro EC – Sport Recife 0:0                                                                 |
| 29 października 1986 | CS Alagoano – AA Internacional 1:1 Bolívar s – Joăo Batista                                    |
| 1 listopada 1986     | Portuguesa – EC Bahia 2:0 Esquerdinha, Ronaldo                                                 |
| 1 listopada 1986     | Náutico – EC Comercial 3:1 Rolério, Moreno, Torrinha – Márcio                                  |
| 2 listopada 1986     | Sport Recife – Athletico Paranaense 1:1 Heraldo – Mauro Madureira                              |
| 2 listopada 1986     | Cruzeiro EC – CS Alagoano 2:0 Hamílton, Ernâni                                                 |
| 5 listopada 1986     | Náutico – CS Alagoano 1:1 Moreno – André                                                       |
| 5 listopada 1986     | EC Comercial – Portuguesa 1:0 Wílson Carrasco                                                  |
| 9 listopada 1986     | Athletico Paranaense – Portuguesa 1:1 Barbosa – Jorginho                                       |
| 9 listopada 1986     | CS Alagoano – Sport Recife 1:0 André                                                           |
| 9 listopada 1986     | Náutico – Cruzeiro EC 1:1 Baiano – Róbson                                                      |
| 9 listopada 1986     | EC Comercial – AA Internacional 0:0                                                            |
| 12 listopada 1986    | AA Internacional – Náutico 1:2 Cléber – Wílson Gottardo, Moreno                                |
| 12 listopada 1986    | EC Comercial – Sport Recife 2:1 Wílson Carrasco, Carlăo – Luís Carlos                          |
| 16 listopada 1986    | Sport Recife – Náutico 0:2 Reginaldo, Moreno                                                   |
| 16 listopada 1986    | AA Internacional – Portuguesa 1:1 Joăo Batista – Toninho                                       |
| 16 listopada 1986    | Athletico Paranaense – EC Comercial 1:0 Mauro Madureira                                        |
| 19 listopada 1986    | CS Alagoano – EC Comercial 0:0                                                                 |
| 20 listopada 1986    | Náutico – EC Bahia 0:1 Cláudio Adăo                                                            |
| 23 listopada 1986    | Athletico Paranaense – EC Bahia 3:1 Agnaldo (2), Amauri – Humberto                             |
| 23 listopada 1986    | EC Comercial – Náutico 0:1 Luís Sílvio                                                         |
| 23 listopada 1986    | Sport Recife – Cruzeiro EC 2:1 Adílson (2) – Ademir                                            |
| 23 listopada 1986    | CS Alagoano – Portuguesa 1:1 Carlinhos Paulista – Toninho                                      |
| 26 listopada 1986    | Cruzeiro EC – Portuguesa 2:0 Heriberto, Róbson                                                 |
| 26 listopada 1986    | AA Internacional – Sport Recife 2:1 Gilberto Costa, Gílson – Adílson                           |
| 26 listopada 1986    | EC Comercial – CS Alagoano 0:3 Mário Tilico, Veiga, Helinho                                    |
| 27 listopada 1986    | Náutico – Athletico Paranaense 1:0 Luís Sílvio                                                 |
| 30 listopada 1986    | Náutico – Sport Recife 1:0 Heraldo s                                                           |
| 30 listopada 1986    | Portuguesa – EC Comercial 3:2 Ronaldo, Edu Marangon, Célio – Wílson Carrasco, Carlăo           |
| 30 listopada 1986    | Cruzeiro EC – Athletico Paranaense 1:0 Geraldăo                                                |
| 30 listopada 1986    | EC Bahia – AA Internacional 2:1 Cláudio Adăo (2) – Joăo Batista                                |
| 3 grudnia 1986       | Athletico Paranaense – Sport Recife 2:0 Roberto, Luís Carlos                                   |
| 3 grudnia 1986       | EC Comercial – Cruzeiro EC 3:3 Soares, Jair, Luís Carlos do Amparo – Heriberto, Eduardo, Édson |
| 3 grudnia 1986       | CS Alagoano – EC Bahia 1:0 Coca                                                                |
| 4 grudnia 1986       | Portuguesa – AA Internacional 0:0                                                              |
| 7 grudnia 1986       | AA Internacional – Cruzeiro EC 1:0 Liminha                                                     |
| 7 grudnia 1986       | Sport Recife – CS Alagoano 3:1 Adílson, Ditinho, Luís Carlos – Henágio                         |
| 7 grudnia 1986       | EC Comercial – Athletico Paranaense 0:0                                                        |
| 7 grudnia 1986       | EC Bahia – Náutico 1:0 Cláudio Adăo                                                            |
| 10 grudnia 1986      | Athletico Paranaense – AA Internacional 2:2 Roberto, Luís Carlos – Tato (2)                    |
| 10 grudnia 1986      | CS Alagoano – Náutico 2:1 Washington (2) – Torrinha                                            |
| 10 grudnia 1986      | EC Bahia – Portuguesa 0:1 Albéris                                                              |
| 11 grudnia 1986      | Sport Recife – EC Comercial 1:1 Adílson – Toninho                                              |
| 14 grudnia 1986      | Athletico Paranaense – CS Alagoano 2:1 Mauro Madureira, Haroldo – André                        |
| 14 grudnia 1986      | Cruzeiro EC – EC Bahia 2:1 Heriberto, Ernâni – Cláudio Adăo                                    |
| 14 grudnia 1986      | AA Internacional – EC Comercial 2:0 Joăo Batista, Liminha                                      |
| 14 grudnia 1986      | Náutico – Portuguesa 0:2 Toninho, Hélder                                                       |
| 25 stycznia 1987     | Portuguesa – Sport Recife 1:1 Luís Müller – Heraldo                                            |
| 25 stycznia 1987     | Náutico – AA Internacional 0:1 Joăo Batista                                                    |
| 25 stycznia 1987     | EC Bahia – EC Comercial 3:1 Zé Carlos (2), Cláudio Adăo – pastoril                             |
| 25 stycznia 1987     | CS Alagoano – Cruzeiro EC 0:1 Róbson                                                           |
| 28 stycznia 1987     | Portuguesa – Athletico Paranaense 1:0 Wânderson                                                |
| 28 stycznia 1987     | Cruzeiro EC – Náutico 1:0 Geraldăo                                                             |
| 28 stycznia 1987     | Sport Recife – EC Bahia 0:1 Cláudio Adăo                                                       |
| 28 stycznia 1987     | AA Internacional – CS Alagoano 2:0 Joăo Batista, Tato                                          |

##### Tabela grupy K
| Poz | Klub                 | Mecze | Zw | Rem | Por | Pkt | BrZd | BrStr |
| --- | -------------------- | ----- | -- | --- | --- | --- | ---- | ----- |
| 1   | Cruzeiro EC          | 16    | 8  | 5   | 3   | 21  | 23   | 12    |
| 2   | Portuguesa           | 16    | 7  | 7   | 2   | 21  | 19   | 10    |
| 3   | EC Bahia             | 16    | 9  | 2   | 5   | 20  | 17   | 13    |
| 4   | AA Internacional     | 16    | 6  | 6   | 4   | 18  | 19   | 18    |
| 5   | Athletico Paranaense | 16    | 5  | 7   | 4   | 17  | 15   | 12    |
| 6   | Náutico              | 16    | 6  | 2   | 8   | 14  | 14   | 18    |
| 7   | CS Alagoano          | 16    | 4  | 6   | 6   | 14  | 12   | 16    |
| 8   | Sport Recife         | 16    | 3  | 4   | 9   | 10  | 14   | 21    |
| 9   | EC Comercial         | 16    | 2  | 5   | 9   | 9   | 13   | 26    |

#### Grupa L

##### Mecze chronologicznie
| Data                 | Mecz                                                                                      |
| -------------------- | ----------------------------------------------------------------------------------------- |
| 12 października 1986 | Corinthians Paulista – Criciúma 1:1 Casagrande – Edmílson                                 |
| 12 października 1986 | SC Internacional – Ceará SC 2:0 Luís Fernando Flores, Sabará                              |
| 12 października 1986 | Rio Branco AC – Atlético Mineiro 0:1 Éverton                                              |
| 15 października 1986 | Atlético Mineiro – Ceará SC 2:0 Éverton, Reinaldo Xavier                                  |
| 15 października 1986 | Nacional FC – Rio Branco AC 2:1 Luisinho (2) – Mazolinha                                  |
| 16 października 1986 | Criciúma – SC Internacional 1:1 Edmílson – Sabará                                         |
| 19 października 1986 | SC Internacional – Corinthians Paulista 2:2 Édson Boaro s, Tita – Cristóvăo, Edmar        |
| 19 października 1986 | Atlético Mineiro – Nacional FC 1:0 Éverton                                                |
| 19 października 1986 | Ceará SC – Rio Branco AC 3:0 Rubens Feijăo, Gérson Sodré, Petróleo                        |
| 19 października 1986 | CR Vasco da Gama – Criciúma 2:0 Romário, Roberto Dinamite                                 |
| 22 października 1986 | Corinthians Paulista – Ceará SC 4:0 Edmar (2), Argeu s, Cristóvăo                         |
| 22 października 1986 | Criciúma – Nacional FC 2:1 Edmílson (2) – Helinho                                         |
| 23 października 1986 | Sobradinho EC – CR Vasco da Gama 1:3 Filó – Roberto Dinamite, Juninho, Romário            |
| 26 października 1986 | Atlético Mineiro – SC Internacional 1:0 Éverton                                           |
| 26 października 1986 | Nacional FC – Corinthians Paulista 1:3 Helinho – Casagrande, Cristóvăo, Jacenir           |
| 26 października 1986 | Criciúma – Rio Branco AC 0:0                                                              |
| 12 listopada 1986    | Ceará SC – CR Vasco da Gama 2:2 Petróleo, Lira – Lula s, Romário                          |
| 29 października 1986 | Sobradinho EC – Corinthians Paulista 0:5 Edmar (3), Cristóvăo (2)                         |
| 29 października 1986 | Ceará SC – Nacional FC 1:2 Gérson Sodré – Helinho, Lucivaldo s                            |
| 29 października 1986 | CR Vasco da Gama – Rio Branco AC 1:2 Juninho – Jones, Édson Carioca                       |
| 30 października 1986 | Atlético Mineiro – Criciúma 1:1 Joăo Pedro – Sílvio Laguna                                |
| 2 listopada 1986     | Corinthians Paulista – Atlético Mineiro 1:2 Wílson Mano – Jacenir s, Nunes                |
| 2 listopada 1986     | Nacional FC – SC Internacional 2:1 Helinho (2) – Amarildo                                 |
| 2 listopada 1986     | Criciúma – Ceará SC 2:0 Edmílson, Vanderlei                                               |
| 2 listopada 1986     | Rio Branco AC – Sobradinho EC 2:3 Jones (2) – Filó (2), Tôni                              |
| 5 listopada 1986     | CR Vasco da Gama – Nacional FC 2:1 Romário (2) – Jasson                                   |
| 5 listopada 1986     | SC Internacional – Sobradinho EC 3:1 Sabará, Tita, Robertinho – Jamil                     |
| 9 listopada 1986     | Rio Branco AC – Corinthians Paulista 1:2 Mazolinha – Joăo Paulo, Edmar                    |
| 9 listopada 1986     | CR Vasco da Gama – Atlético Mineiro 0:0                                                   |
| 9 listopada 1986     | Ceará SC – Sobradinho EC 3:1 Petróleo (2), Lira – Tôni                                    |
| 12 listopada 1986    | Sobradinho EC – Criciúma 0:1 Jorge Veras                                                  |
| 16 listopada 1986    | Corinthians Paulista – CR Vasco da Gama 0:0                                               |
| 16 listopada 1986    | Rio Branco AC – SC Internacional 2:1 Mazolinha (2) – Balalo                               |
| 16 listopada 1986    | Sobradinho EC – Atlético Mineiro 1:1 Filó – Zenon                                         |
| 19 listopada 1986    | SC Internacional – CR Vasco da Gama 0:1 Geovani                                           |
| 19 listopada 1986    | Nacional FC – Sobradinho EC 1:1 Helinho – Murica s                                        |
| 23 listopada 1986    | Atlético Mineiro – Corinthians Paulista 0:1 Edmar                                         |
| 23 listopada 1986    | Nacional FC – Ceará SC 0:0                                                                |
| 23 listopada 1986    | Sobradinho EC – Rio Branco AC 2:3 Tôni, Régis – Mazolinha (2), Oliveira                   |
| 23 listopada 1986    | CR Vasco da Gama – SC Internacional 2:3 Geovani, Romário – Luís Fernando Flores (2), Tita |
| 26 listopada 1986    | Rio Branco AC – CR Vasco da Gama 1:1 Jorge Mendonça – Romário                             |
| 26 listopada 1986    | Sobradinho EC – Ceará SC 0:2 Petróleo (2)                                                 |
| 26 listopada 1986    | Criciúma – Atlético Mineiro 1:2 Edmílson – Éverton, Reinaldo Xavier                       |
| 27 listopada 1986    | Corinthians Paulista – Nacional FC 1:0 Edmar                                              |
| 30 listopada 1986    | SC Internacional – Criciúma 2:0 Luís Fernando Flores, Robertinho                          |
| 30 listopada 1986    | Ceará SC – Corinthians Paulista 0:0                                                       |
| 30 listopada 1986    | CR Vasco da Gama – Sobradinho EC 4:0 Mazinho, Henrique, Romário, Claudinho                |
| 30 listopada 1986    | Nacional FC – Atlético Mineiro 2:1 Murica, Cláudio Barbosa – Éverton                      |
| 3 grudnia 1986       | Atlético Mineiro – Rio Branco AC 1:0 Nunes                                                |
| 3 grudnia 1986       | SC Internacional – Nacional FC 2:1 Sabará, Carlinhos – Jasson                             |
| 3 grudnia 1986       | Criciúma – CR Vasco da Gama 1:0 Ivă                                                       |
| 4 grudnia 1986       | Corinthians Paulista – Sobradinho EC 0:0                                                  |
| 7 grudnia 1986       | Rio Branco AC – Nacional FC 3:0 Jones, Mazolinha, Édson Carioca                           |
| 7 grudnia 1986       | Atlético Mineiro – CR Vasco da Gama 1:0 Éverton                                           |
| 7 grudnia 1986       | Corinthians Paulista – SC Internacional 1:1 Edmar – Balalo                                |
| 7 grudnia 1986       | Ceará SC – Criciúma 2:0 Petróleo, Rudi s                                                  |
| 10 grudnia 1986      | Criciúma – Corinthians Paulista 1:0 Sílvio Laguna                                         |
| 10 grudnia 1986      | SC Internacional – Rio Branco AC 5:1 Luís Fernando Flores (4), Balalo – Jones             |
| 10 grudnia 1986      | Ceará SC – Atlético Mineiro 2:0 Petróleo (2)                                              |
| 10 grudnia 1986      | Sobradinho EC – Nacional FC 2:1 Filó, Demétrio – Luís Floręncio                           |
| 14 grudnia 1986      | CR Vasco da Gama – Corinthians Paulista 1:1 Zé Sérgio – Edmar                             |
| 14 grudnia 1986      | SC Internacional – Atlético Mineiro 0:2 Éverton, Joăo Paulo                               |
| 14 grudnia 1986      | Criciúma – Sobradinho EC 1:0 Carlos Alberto                                               |
| 14 grudnia 1986      | Rio Branco AC – Ceará SC 2:0 China (2)                                                    |
| 25 stycznia 1987     | Atlético Mineiro – Sobradinho EC 1:1 Nelinho – Rildo                                      |
| 25 stycznia 1987     | Ceará SC – SC Internacional 1:1 Katinha – Luís Fernando Flores                            |
| 25 stycznia 1987     | Nacional FC – CR Vasco da Gama 1:2 Jasson – Vivinho, Mauricinho                           |
| 25 stycznia 1987     | Rio Branco AC – Criciúma 1:1 Cacau – Jairo                                                |
| 28 stycznia 1987     | Corinthians Paulista – Rio Branco AC 1:0 Edmar                                            |
| 28 stycznia 1987     | CR Vasco da Gama – Ceará SC 3:1 Vivinho (2), Romário – Josué                              |
| 28 stycznia 1987     | Sobradinho EC – SC Internacional 0:3 Tita (2), Luís Fernando Flores                       |
| 28 stycznia 1987     | Nacional FC – Criciúma 0:1 Osmair                                                         |

##### Tabela grupy L
| Poz | Klub                 | Mecze | Zw | Rem | Por | Pkt | BrZd | BrStr |
| --- | -------------------- | ----- | -- | --- | --- | --- | ---- | ----- |
| 1   | Atlético Mineiro     | 16    | 9  | 4   | 3   | 22  | 17   | 10    |
| 2   | Corinthians Paulista | 16    | 7  | 7   | 2   | 21  | 23   | 10    |
| 3   | CR Vasco da Gama     | 16    | 7  | 5   | 4   | 19  | 24   | 15    |
| 4   | Criciúma             | 16    | 7  | 5   | 4   | 19  | 14   | 13    |
| 5   | SC Internacional     | 16    | 7  | 4   | 5   | 18  | 27   | 18    |
| 6   | Ceará SC             | 16    | 5  | 4   | 7   | 14  | 17   | 21    |
| 7   | Rio Branco AC        | 16    | 5  | 3   | 8   | 13  | 19   | 24    |
| 8   | Nacional FC          | 16    | 4  | 2   | 10  | 10  | 15   | 24    |
| 9   | Sobradinho EC        | 16    | 2  | 4   | 10  | 8   | 13   | 34    |

### Trzeci etap

#### 1/8 finału
| CR Vasco da Gama – Guarani FC 0:3 i 0:2 (dog) 1 31.01 1986 0:1 Barbiéri, 0:2 Evair, 0:3 Joăo Paulo 2 4.02 1987 0:1 Evair, 0:2 Vágner |
| CR Flamengo – Atlético Mineiro 1:1 i 0:1 1 1.02 1987 Gilmar – Batista 2 4.02 1987 0:1 Nelinho                                        |
| AA Internacional – São Paulo 2:1 i 0:3 1 1.02 1987 Joăo Batista, Gilberto Costa – Careca 2 4.02 1987 Silas (2), Careca               |
| Criciúma – Fluminense FC Rio de Janeiro 2:1 i 0:1 1 1.02 1987 Solis, Vanderlei – Leomir 2 4.02 1987 0:1 Assis                        |
| America FC – Portuguesa 1:0 i 0:0 1 1.02 1987 1:0 Antônio César 2 4.02 1987                                                          |
| EC Bahia – SE Palmeiras 2:0 i 0:1 1 1.02 1987 1:0 Bobô, 2:0 Cláudio Adăo 2 5.02 1987 0:1 Mirandinha                                  |
| Joinville – Cruzeiro EC 1:1 i 1:1 1 1.02 1987 Alfinete – Hamílton 2 5.02 1987 Paulo Egídio – Hamílton                                |
| Grêmio Porto Alegre – Corinthians Paulista 0:0 i 1:1 1 1.02 1987 2 5.02 1987 Luís Carlos – Biro-Biro                                 |

Fluminense FC Rio de Janeiro, Cruzeiro EC i Corinthians Paulista awansowały dzięki lepszemu dorobkowi uzyskanemu w drugim etapie.

#### 1/4 finału
| EC Bahia – Guarani FC 2:2 i 0:1 1 8.02 1987 Sandro (2) – Evair (2) 2 11.02 1987                                   |
| Cruzeiro EC – Atlético Mineiro 0:0 i 1:1 1 8.02 1987 2 11.02 1987 Douglas – Renato                                |
| Fluminense FC Rio de Janeiro – São Paulo 1:0 i 0:2 1 8.02 1987 1:0 Washington 2 11.02 1987 0:1 Careca, 0:2 Müller |
| Corinthians Paulista – America FC 0:2 i 2:1 1 8.02 1987 0:1 Renato, 0:2 Luisinho 2 11.02 1987 Jatobá (2) – Ramón  |

Atlético Mineiro awansował dzięki lepszemu dorobkowi uzyskanemu w drugim etapie.

#### 1/2 finału
| Atlético Mineiro – Guarani FC 0:0 i 1:2 1 15.02 1987 2 18.02 1987 Reinaldo Xavier – Marco Antônio Boiadeiro, Joăo Paulo |
| São Paulo – America FC 1:0 i 1:1 1 15.02 1987 1:0 Careca 2 18.02 1987 Careca – Renato                                   |

### Finał
| São Paulo – Guarani FC 1:1 i 3:3 (dog), karne 4:3 |
| 22 lutego 1987 São Paulo Estádio do Morumbi (81 060) São Paulo – Guarani FC 1:1 (0:0) Sędzia: Romualdo Arppi Filho Bramki: 0:1 Evair 60, 1:1 Careca 63 São Paulo Futebol Clube (trener Pepe): Gilmar – Zé Teodoro, Wagner Basílio, Dario Pereyra, Nelsinho, Bernardo, Silas, Pita, Müller, Careca, Sídnei (Pianelli) Guarani Futebol Clube (trener Carlos Gainete): Sérgio Nery – Marco Antônio, Ricardo Rocha, Fernando, Zé Mário, Tozin, Tite (Nei), Boiadeiro, Chiquinho Carioca (Catatau), Evair, João Paulo |
| 25 lutego 1987 Campinas Estádio Brinco de Ouro da Princesa (37 370) Guarani FC – São Paulo 3:3 (1:1,1:1) Sędzia: José de Assis Aragão Bramki: 1:0 Nelsinho 2, 1:1 Ricardo Rocha 9, 1:2 Pita 91, 2:2 Boiadeiro 97, 3:2 João Paulo 110, 3:3 Careca 119 Karne: Boiadeiro (-), Tosin (+), João Paulo (-), Valdir Carioca (+), Evair (+) – Careca (-), Dario Pereyra (+), Fonseca (+), Rômulo (+), Wagner Basílio (+) Guarani Futebol Clube (trener José Luís Carbone): Sérgio Nery – Marco Antônio, Ricardo Rocha, Valdir Carioca, Zé Mário, Tozin, Tite (Vágner), Boiadeiro, Catatau (Chiquinho Carioca), Evair, João Paulo São Paulo Futebol Clube (trener Pepe): Gilmar – Fonseca, Wagner Basílio, Dario Pereyra, Nelsinho, Bernardo, Silas (Manu), Pita, Müller, Careca, Sídnei (Rômulo) |

Mistrzem Brazylii w 1986 roku został klub São Paulo, a wicemistrzem Brazylii – Guarani FC.

## Końcowa klasyfikacja sezonu 1986
| Poz | Klub                         | Mecze | Zw | Rem | Por | Pkt | BrZd | BrStr |
| --- | ---------------------------- | ----- | -- | --- | --- | --- | ---- | ----- |
| 1   | São Paulo                    | 34    | 17 | 13  | 4   | 47  | 62   | 22    |
| 2   | Guarani FC                   | 34    | 21 | 11  | 2   | 53  | 59   | 18    |
| 3   | Atlético Mineiro             | 32    | 17 | 11  | 4   | 45  | 39   | 20    |
| 4   | America FC                   | 32    | 11 | 12  | 9   | 34  | 29   | 29    |
| 5   | EC Bahia                     | 30    | 17 | 6   | 7   | 40  | 40   | 21    |
| 6   | Fluminense FC Rio de Janeiro | 30    | 16 | 6   | 8   | 38  | 33   | 19    |
| 7   | Corinthians Paulista         | 30    | 13 | 12  | 5   | 38  | 42   | 20    |
| 8   | Cruzeiro EC                  | 30    | 12 | 12  | 6   | 36  | 38   | 21    |
| 9   | Criciúma                     | 26    | 14 | 7   | 5   | 35  | 28   | 19    |
| 10  | SE Palmeiras                 | 28    | 12 | 10  | 6   | 34  | 42   | 23    |
| 11  | Portuguesa                   | 28    | 11 | 12  | 5   | 34  | 31   | 23    |
| 12  | AA Internacional             | 26    | 13 | 7   | 6   | 33  | 37   | 25    |
| 13  | CR Flamengo                  | 28    | 12 | 8   | 8   | 32  | 34   | 19    |
| 14  | Joinville                    | 28    | 8  | 13  | 7   | 29  | 30   | 31    |
| 15  | CR Vasco da Gama             | 28    | 10 | 8   | 10  | 28  | 35   | 24    |
| 16  | Grêmio Porto Alegre          | 28    | 9  | 10  | 9   | 28  | 32   | 27    |
| 17  | SC Internacional             | 26    | 12 | 8   | 6   | 32  | 40   | 23    |
| 18  | Athletico Paranaense         | 26    | 9  | 11  | 6   | 29  | 27   | 17    |
| 19  | Santos FC                    | 26    | 9  | 11  | 6   | 29  | 25   | 16    |
| 20  | Rio Branco AC                | 26    | 10 | 7   | 9   | 27  | 29   | 29    |
| 21  | Bangu AC                     | 26    | 8  | 10  | 8   | 26  | 21   | 23    |
| 22  | AA Ponte Preta               | 26    | 9  | 7   | 10  | 25  | 29   | 30    |
| 23  | Goiás EC                     | 26    | 7  | 11  | 8   | 25  | 25   | 30    |
| 24  | Treze FC                     | 24    | 9  | 6   | 9   | 24  | 16   | 22    |
| 25  | Ceará SC                     | 26    | 8  | 8   | 10  | 24  | 25   | 31    |
| 26  | CS Alagoano                  | 26    | 7  | 10  | 9   | 24  | 20   | 23    |
| 27  | Santa Cruz FC                | 26    | 6  | 12  | 8   | 24  | 24   | 30    |
| 28  | Sport Recife                 | 26    | 8  | 7   | 11  | 23  | 25   | 27    |
| 29  | Atlético Goianiense          | 26    | 7  | 9   | 10  | 23  | 23   | 28    |
| 30  | EC Vitória                   | 26    | 6  | 11  | 9   | 23  | 23   | 30    |
| 31  | Náutico                      | 26    | 10 | 2   | 14  | 22  | 21   | 31    |
| 32  | Botafogo FR                  | 26    | 6  | 10  | 10  | 22  | 21   | 28    |
| 33  | Central SC                   | 24    | 7  | 7   | 10  | 21  | 22   | 37    |
| 34  | Nacional FC                  | 26    | 7  | 6   | 13  | 20  | 25   | 33    |
| 35  | EC Comercial                 | 26    | 5  | 9   | 12  | 19  | 22   | 37    |
| 36  | Sobradinho EC                | 26    | 5  | 6   | 15  | 16  | 21   | 46    |
| 37  | CA Juventus                  | 8     | 4  | 4   | 0   | 12  | 8    | 2     |
| 38  | Americano FC                 | 8     | 5  | 1   | 2   | 11  | 11   | 6     |
| 39  | Maranhão AC                  | 8     | 4  | 2   | 2   | 10  | 10   | 7     |
| 40  | Marcílio Dias Itajaí         | 8     | 4  | 2   | 2   | 10  | 8    | 6     |
| 41  | Rio Negro                    | 8     | 3  | 4   | 1   | 10  | 5    | 2     |
| 42  | Goytacaz FC                  | 8     | 4  | 1   | 3   | 9   | 12   | 11    |
| 43  | Moto Club de São Luís        | 8     | 4  | 1   | 3   | 9   | 9    | 10    |
| 44  | América Natal                | 8     | 3  | 3   | 2   | 9   | 9    | 3     |
| 45  | EC Pinheiros                 | 8     | 3  | 3   | 2   | 9   | 11   | 9     |
| 46  | Londrina                     | 8     | 3  | 3   | 2   | 9   | 9    | 8     |
| 47  | Santo André                  | 8     | 3  | 3   | 2   | 9   | 8    | 8     |
| 48  | Desportiva Cariacica         | 8     | 3  | 2   | 3   | 8   | 9    | 7     |
| 49  | Guarany Sobral               | 8     | 3  | 2   | 3   | 8   | 8    | 9     |
| 50  | Anápolis                     | 8     | 3  | 2   | 3   | 8   | 8    | 9     |
| 51  | Clube de Regatas Brasil      | 8     | 3  | 2   | 3   | 8   | 6    | 7     |
| 52  | CS Sergipe                   | 10    | 3  | 2   | 5   | 8   | 5    | 16    |
| 53  | EC Juventude                 | 8     | 2  | 4   | 2   | 8   | 7    | 5     |
| 54  | Catuense Futebol             | 8     | 2  | 4   | 2   | 8   | 9    | 9     |
| 55  | Itumbiara                    | 8     | 1  | 6   | 1   | 8   | 6    | 7     |
| 56  | Taguatinga EC                | 8     | 3  | 1   | 4   | 7   | 14   | 12    |
| 57  | Avaí FC                      | 8     | 3  | 1   | 4   | 7   | 5    | 6     |
| 58  | Novo Hamburgo                | 8     | 3  | 1   | 4   | 7   | 8    | 11    |
| 59  | Operário FC                  | 10    | 3  | 1   | 6   | 7   | 9    | 15    |
| 60  | Botafogo João Pessoa         | 10    | 3  | 1   | 6   | 7   | 9    | 16    |
| 61  | América Mineiro              | 8     | 2  | 3   | 3   | 7   | 10   | 9     |
| 62  | Fortaleza                    | 10    | 2  | 2   | 6   | 6   | 7    | 19    |
| 63  | Ferroviário AC               | 8     | 1  | 4   | 3   | 6   | 7    | 8     |
| 64  | Ubiratan Dourados            | 7     | 1  | 4   | 2   | 6   | 5    | 6     |
| 65  | Fluminense de Feira FC       | 8     | 1  | 4   | 3   | 6   | 7    | 12    |
| 66  | Sampaio Corrêa FC            | 10    | 1  | 4   | 5   | 6   | 5    | 15    |
| 67  | Clube do Remo                | 10    | 0  | 6   | 4   | 6   | 9    | 15    |
| 68  | Tuna Luso Brasileira         | 10    | 2  | 1   | 7   | 5   | 8    | 20    |
| 69  | Coritiba FBC                 | 10    | 1  | 3   | 6   | 5   | 3    | 9     |
| 70  | Alecrim Natal                | 10    | 1  | 3   | 6   | 5   | 7    | 15    |
| 71  | Sport Belém                  | 8     | 1  | 2   | 5   | 4   | 5    | 11    |
| 72  | Brasil Pelotas               | 8     | 1  | 2   | 5   | 4   | 8    | 13    |
| 73  | AD Confiança                 | 8     | 1  | 2   | 5   | 4   | 5    | 14    |
| 74  | Mixto EC                     | 8     | 1  | 2   | 5   | 4   | 9    | 21    |
| 75  | Cascavel                     | 8     | 0  | 4   | 4   | 4   | 6    | 12    |
| 76  | Ríver AC                     | 8     | 0  | 4   | 4   | 4   | 6    | 15    |
| 77  | Paysandu SC                  | 10    | 1  | 1   | 8   | 3   | 5    | 18    |
| 78  | Piauí EC                     | 10    | 1  | 1   | 8   | 3   | 6    | 26    |
| 79  | Operário Várzea Grande       | 10    | 1  | 1   | 8   | 3   | 4    | 24    |
| 80  | Uberlândia                   | 7     | 0  | 3   | 4   | 3   | 2    | 7     |